# Brains in Bahrain
|                        |
| Vladimir Kramnik (RUS) |
| Campione del mondo PCA |
| Età: 27 anni           |
| Elo: 2807              |

Brains in Bahrain è stato un match scacchistico di otto partite fra l'allora campione del mondo di scacchi PCA Vladimir Kramnik e il motore scacchistico Deep Fritz 7. Il match si tenne in Bahrein, nell'ottobre del 2002, e finì in parità, 4-4, con due vittorie per ognuno dei due contendenti e quattro patte.

## Selezione del motore per la sfida
Fritz è stato scelto per affrontare Kramnik attraverso un evento di qualificazione tenutosi a Cadaqués, in Spagna nel 2001. L'altro programma concorrente era Junior; il software campione del mondo in carica, Shredder, rifiutò l'invito a competere. Il match di 24 partite iniziò male per Fritz, con cinque sconfitte consecutive, prima di riprendersi nelle ultime dieci partite e pareggiare, vincendo agli spareggi. Fritz divenne Deep Fritz quando il suo hardware è stato ampliato, una piattaforma con otto processori.

## Vantaggi di Kramnik
A Kramnik sono stati concessi diversi vantaggi per il match contro Fritz, rispetto alla maggior parte degli altri match uomo-macchina. Gli era stata fornita una copia del software per allenarsi per diversi mesi. Nelle partite con più di 56 mosse Kramnik poteva aggiornarsi fino al giorno seguente, avendo a disposizione una copia del software per analizzare la posizione durante la notte.

## Risultati delle partite
La prima partita si è conclusa patta. Kramnik ha vinto la seconda e la terza partita, adottando tattiche di gioco anti-computer "convenzionali", creando vantaggi a lungo termine che il computer non è in grado di percepire nell'albero di ricerca del motore. La partita 4 fu patta, dopodiché Kramnik perse la partita 5ª causa di un errore grossolano. Nella partita 6, descritta dai commentatori come "spettacolare", Kramnik, in una posizione vantaggiosa all'inizio del mediogioco, sacrificò un pezzo per lanciare una strategia d'attacco nota per essere molto rischiosa contro i computer. Fritz costruì una difesa inattaccabile e Kramnik si trovò in una brutta situazione, così abbandonò la partita, credendo la posizione persa. Le analisi effettuate in seguito mostrano che Fritz non poteva forzare la vittoria. Le ultime due partite finirono patte.

### Partita 1, 04-10-2002: Deep Fritz - Kramnik ½–½
|   | a | b | c | d | e | f | g | h |   |
| 8 | e8 re del nero · c7 pedone del nero · b6 pedone del nero · e6 pedone del nero · g6 pedone del nero · a5 pedone del nero · c5 pedone del nero · e5 pedone del bianco · g5 pedone del bianco · a4 pedone del bianco · c4 pedone del bianco · g4 pedone del nero · b3 pedone del bianco · f2 pedone del bianco · g2 re del bianco | e8 re del nero · c7 pedone del nero · b6 pedone del nero · e6 pedone del nero · g6 pedone del nero · a5 pedone del nero · c5 pedone del nero · e5 pedone del bianco · g5 pedone del bianco · a4 pedone del bianco · c4 pedone del bianco · g4 pedone del nero · b3 pedone del bianco · f2 pedone del bianco · g2 re del bianco | e8 re del nero · c7 pedone del nero · b6 pedone del nero · e6 pedone del nero · g6 pedone del nero · a5 pedone del nero · c5 pedone del nero · e5 pedone del bianco · g5 pedone del bianco · a4 pedone del bianco · c4 pedone del bianco · g4 pedone del nero · b3 pedone del bianco · f2 pedone del bianco · g2 re del bianco | e8 re del nero · c7 pedone del nero · b6 pedone del nero · e6 pedone del nero · g6 pedone del nero · a5 pedone del nero · c5 pedone del nero · e5 pedone del bianco · g5 pedone del bianco · a4 pedone del bianco · c4 pedone del bianco · g4 pedone del nero · b3 pedone del bianco · f2 pedone del bianco · g2 re del bianco | e8 re del nero · c7 pedone del nero · b6 pedone del nero · e6 pedone del nero · g6 pedone del nero · a5 pedone del nero · c5 pedone del nero · e5 pedone del bianco · g5 pedone del bianco · a4 pedone del bianco · c4 pedone del bianco · g4 pedone del nero · b3 pedone del bianco · f2 pedone del bianco · g2 re del bianco | e8 re del nero · c7 pedone del nero · b6 pedone del nero · e6 pedone del nero · g6 pedone del nero · a5 pedone del nero · c5 pedone del nero · e5 pedone del bianco · g5 pedone del bianco · a4 pedone del bianco · c4 pedone del bianco · g4 pedone del nero · b3 pedone del bianco · f2 pedone del bianco · g2 re del bianco | e8 re del nero · c7 pedone del nero · b6 pedone del nero · e6 pedone del nero · g6 pedone del nero · a5 pedone del nero · c5 pedone del nero · e5 pedone del bianco · g5 pedone del bianco · a4 pedone del bianco · c4 pedone del bianco · g4 pedone del nero · b3 pedone del bianco · f2 pedone del bianco · g2 re del bianco | e8 re del nero · c7 pedone del nero · b6 pedone del nero · e6 pedone del nero · g6 pedone del nero · a5 pedone del nero · c5 pedone del nero · e5 pedone del bianco · g5 pedone del bianco · a4 pedone del bianco · c4 pedone del bianco · g4 pedone del nero · b3 pedone del bianco · f2 pedone del bianco · g2 re del bianco | 8 |
| 7 | e8 re del nero · c7 pedone del nero · b6 pedone del nero · e6 pedone del nero · g6 pedone del nero · a5 pedone del nero · c5 pedone del nero · e5 pedone del bianco · g5 pedone del bianco · a4 pedone del bianco · c4 pedone del bianco · g4 pedone del nero · b3 pedone del bianco · f2 pedone del bianco · g2 re del bianco | e8 re del nero · c7 pedone del nero · b6 pedone del nero · e6 pedone del nero · g6 pedone del nero · a5 pedone del nero · c5 pedone del nero · e5 pedone del bianco · g5 pedone del bianco · a4 pedone del bianco · c4 pedone del bianco · g4 pedone del nero · b3 pedone del bianco · f2 pedone del bianco · g2 re del bianco | e8 re del nero · c7 pedone del nero · b6 pedone del nero · e6 pedone del nero · g6 pedone del nero · a5 pedone del nero · c5 pedone del nero · e5 pedone del bianco · g5 pedone del bianco · a4 pedone del bianco · c4 pedone del bianco · g4 pedone del nero · b3 pedone del bianco · f2 pedone del bianco · g2 re del bianco | e8 re del nero · c7 pedone del nero · b6 pedone del nero · e6 pedone del nero · g6 pedone del nero · a5 pedone del nero · c5 pedone del nero · e5 pedone del bianco · g5 pedone del bianco · a4 pedone del bianco · c4 pedone del bianco · g4 pedone del nero · b3 pedone del bianco · f2 pedone del bianco · g2 re del bianco | e8 re del nero · c7 pedone del nero · b6 pedone del nero · e6 pedone del nero · g6 pedone del nero · a5 pedone del nero · c5 pedone del nero · e5 pedone del bianco · g5 pedone del bianco · a4 pedone del bianco · c4 pedone del bianco · g4 pedone del nero · b3 pedone del bianco · f2 pedone del bianco · g2 re del bianco | e8 re del nero · c7 pedone del nero · b6 pedone del nero · e6 pedone del nero · g6 pedone del nero · a5 pedone del nero · c5 pedone del nero · e5 pedone del bianco · g5 pedone del bianco · a4 pedone del bianco · c4 pedone del bianco · g4 pedone del nero · b3 pedone del bianco · f2 pedone del bianco · g2 re del bianco | e8 re del nero · c7 pedone del nero · b6 pedone del nero · e6 pedone del nero · g6 pedone del nero · a5 pedone del nero · c5 pedone del nero · e5 pedone del bianco · g5 pedone del bianco · a4 pedone del bianco · c4 pedone del bianco · g4 pedone del nero · b3 pedone del bianco · f2 pedone del bianco · g2 re del bianco | e8 re del nero · c7 pedone del nero · b6 pedone del nero · e6 pedone del nero · g6 pedone del nero · a5 pedone del nero · c5 pedone del nero · e5 pedone del bianco · g5 pedone del bianco · a4 pedone del bianco · c4 pedone del bianco · g4 pedone del nero · b3 pedone del bianco · f2 pedone del bianco · g2 re del bianco | 7 |
| 6 | e8 re del nero · c7 pedone del nero · b6 pedone del nero · e6 pedone del nero · g6 pedone del nero · a5 pedone del nero · c5 pedone del nero · e5 pedone del bianco · g5 pedone del bianco · a4 pedone del bianco · c4 pedone del bianco · g4 pedone del nero · b3 pedone del bianco · f2 pedone del bianco · g2 re del bianco | e8 re del nero · c7 pedone del nero · b6 pedone del nero · e6 pedone del nero · g6 pedone del nero · a5 pedone del nero · c5 pedone del nero · e5 pedone del bianco · g5 pedone del bianco · a4 pedone del bianco · c4 pedone del bianco · g4 pedone del nero · b3 pedone del bianco · f2 pedone del bianco · g2 re del bianco | e8 re del nero · c7 pedone del nero · b6 pedone del nero · e6 pedone del nero · g6 pedone del nero · a5 pedone del nero · c5 pedone del nero · e5 pedone del bianco · g5 pedone del bianco · a4 pedone del bianco · c4 pedone del bianco · g4 pedone del nero · b3 pedone del bianco · f2 pedone del bianco · g2 re del bianco | e8 re del nero · c7 pedone del nero · b6 pedone del nero · e6 pedone del nero · g6 pedone del nero · a5 pedone del nero · c5 pedone del nero · e5 pedone del bianco · g5 pedone del bianco · a4 pedone del bianco · c4 pedone del bianco · g4 pedone del nero · b3 pedone del bianco · f2 pedone del bianco · g2 re del bianco | e8 re del nero · c7 pedone del nero · b6 pedone del nero · e6 pedone del nero · g6 pedone del nero · a5 pedone del nero · c5 pedone del nero · e5 pedone del bianco · g5 pedone del bianco · a4 pedone del bianco · c4 pedone del bianco · g4 pedone del nero · b3 pedone del bianco · f2 pedone del bianco · g2 re del bianco | e8 re del nero · c7 pedone del nero · b6 pedone del nero · e6 pedone del nero · g6 pedone del nero · a5 pedone del nero · c5 pedone del nero · e5 pedone del bianco · g5 pedone del bianco · a4 pedone del bianco · c4 pedone del bianco · g4 pedone del nero · b3 pedone del bianco · f2 pedone del bianco · g2 re del bianco | e8 re del nero · c7 pedone del nero · b6 pedone del nero · e6 pedone del nero · g6 pedone del nero · a5 pedone del nero · c5 pedone del nero · e5 pedone del bianco · g5 pedone del bianco · a4 pedone del bianco · c4 pedone del bianco · g4 pedone del nero · b3 pedone del bianco · f2 pedone del bianco · g2 re del bianco | e8 re del nero · c7 pedone del nero · b6 pedone del nero · e6 pedone del nero · g6 pedone del nero · a5 pedone del nero · c5 pedone del nero · e5 pedone del bianco · g5 pedone del bianco · a4 pedone del bianco · c4 pedone del bianco · g4 pedone del nero · b3 pedone del bianco · f2 pedone del bianco · g2 re del bianco | 6 |
| 5 | e8 re del nero · c7 pedone del nero · b6 pedone del nero · e6 pedone del nero · g6 pedone del nero · a5 pedone del nero · c5 pedone del nero · e5 pedone del bianco · g5 pedone del bianco · a4 pedone del bianco · c4 pedone del bianco · g4 pedone del nero · b3 pedone del bianco · f2 pedone del bianco · g2 re del bianco | e8 re del nero · c7 pedone del nero · b6 pedone del nero · e6 pedone del nero · g6 pedone del nero · a5 pedone del nero · c5 pedone del nero · e5 pedone del bianco · g5 pedone del bianco · a4 pedone del bianco · c4 pedone del bianco · g4 pedone del nero · b3 pedone del bianco · f2 pedone del bianco · g2 re del bianco | e8 re del nero · c7 pedone del nero · b6 pedone del nero · e6 pedone del nero · g6 pedone del nero · a5 pedone del nero · c5 pedone del nero · e5 pedone del bianco · g5 pedone del bianco · a4 pedone del bianco · c4 pedone del bianco · g4 pedone del nero · b3 pedone del bianco · f2 pedone del bianco · g2 re del bianco | e8 re del nero · c7 pedone del nero · b6 pedone del nero · e6 pedone del nero · g6 pedone del nero · a5 pedone del nero · c5 pedone del nero · e5 pedone del bianco · g5 pedone del bianco · a4 pedone del bianco · c4 pedone del bianco · g4 pedone del nero · b3 pedone del bianco · f2 pedone del bianco · g2 re del bianco | e8 re del nero · c7 pedone del nero · b6 pedone del nero · e6 pedone del nero · g6 pedone del nero · a5 pedone del nero · c5 pedone del nero · e5 pedone del bianco · g5 pedone del bianco · a4 pedone del bianco · c4 pedone del bianco · g4 pedone del nero · b3 pedone del bianco · f2 pedone del bianco · g2 re del bianco | e8 re del nero · c7 pedone del nero · b6 pedone del nero · e6 pedone del nero · g6 pedone del nero · a5 pedone del nero · c5 pedone del nero · e5 pedone del bianco · g5 pedone del bianco · a4 pedone del bianco · c4 pedone del bianco · g4 pedone del nero · b3 pedone del bianco · f2 pedone del bianco · g2 re del bianco | e8 re del nero · c7 pedone del nero · b6 pedone del nero · e6 pedone del nero · g6 pedone del nero · a5 pedone del nero · c5 pedone del nero · e5 pedone del bianco · g5 pedone del bianco · a4 pedone del bianco · c4 pedone del bianco · g4 pedone del nero · b3 pedone del bianco · f2 pedone del bianco · g2 re del bianco | e8 re del nero · c7 pedone del nero · b6 pedone del nero · e6 pedone del nero · g6 pedone del nero · a5 pedone del nero · c5 pedone del nero · e5 pedone del bianco · g5 pedone del bianco · a4 pedone del bianco · c4 pedone del bianco · g4 pedone del nero · b3 pedone del bianco · f2 pedone del bianco · g2 re del bianco | 5 |
| 4 | e8 re del nero · c7 pedone del nero · b6 pedone del nero · e6 pedone del nero · g6 pedone del nero · a5 pedone del nero · c5 pedone del nero · e5 pedone del bianco · g5 pedone del bianco · a4 pedone del bianco · c4 pedone del bianco · g4 pedone del nero · b3 pedone del bianco · f2 pedone del bianco · g2 re del bianco | e8 re del nero · c7 pedone del nero · b6 pedone del nero · e6 pedone del nero · g6 pedone del nero · a5 pedone del nero · c5 pedone del nero · e5 pedone del bianco · g5 pedone del bianco · a4 pedone del bianco · c4 pedone del bianco · g4 pedone del nero · b3 pedone del bianco · f2 pedone del bianco · g2 re del bianco | e8 re del nero · c7 pedone del nero · b6 pedone del nero · e6 pedone del nero · g6 pedone del nero · a5 pedone del nero · c5 pedone del nero · e5 pedone del bianco · g5 pedone del bianco · a4 pedone del bianco · c4 pedone del bianco · g4 pedone del nero · b3 pedone del bianco · f2 pedone del bianco · g2 re del bianco | e8 re del nero · c7 pedone del nero · b6 pedone del nero · e6 pedone del nero · g6 pedone del nero · a5 pedone del nero · c5 pedone del nero · e5 pedone del bianco · g5 pedone del bianco · a4 pedone del bianco · c4 pedone del bianco · g4 pedone del nero · b3 pedone del bianco · f2 pedone del bianco · g2 re del bianco | e8 re del nero · c7 pedone del nero · b6 pedone del nero · e6 pedone del nero · g6 pedone del nero · a5 pedone del nero · c5 pedone del nero · e5 pedone del bianco · g5 pedone del bianco · a4 pedone del bianco · c4 pedone del bianco · g4 pedone del nero · b3 pedone del bianco · f2 pedone del bianco · g2 re del bianco | e8 re del nero · c7 pedone del nero · b6 pedone del nero · e6 pedone del nero · g6 pedone del nero · a5 pedone del nero · c5 pedone del nero · e5 pedone del bianco · g5 pedone del bianco · a4 pedone del bianco · c4 pedone del bianco · g4 pedone del nero · b3 pedone del bianco · f2 pedone del bianco · g2 re del bianco | e8 re del nero · c7 pedone del nero · b6 pedone del nero · e6 pedone del nero · g6 pedone del nero · a5 pedone del nero · c5 pedone del nero · e5 pedone del bianco · g5 pedone del bianco · a4 pedone del bianco · c4 pedone del bianco · g4 pedone del nero · b3 pedone del bianco · f2 pedone del bianco · g2 re del bianco | e8 re del nero · c7 pedone del nero · b6 pedone del nero · e6 pedone del nero · g6 pedone del nero · a5 pedone del nero · c5 pedone del nero · e5 pedone del bianco · g5 pedone del bianco · a4 pedone del bianco · c4 pedone del bianco · g4 pedone del nero · b3 pedone del bianco · f2 pedone del bianco · g2 re del bianco | 4 |
| 3 | e8 re del nero · c7 pedone del nero · b6 pedone del nero · e6 pedone del nero · g6 pedone del nero · a5 pedone del nero · c5 pedone del nero · e5 pedone del bianco · g5 pedone del bianco · a4 pedone del bianco · c4 pedone del bianco · g4 pedone del nero · b3 pedone del bianco · f2 pedone del bianco · g2 re del bianco | e8 re del nero · c7 pedone del nero · b6 pedone del nero · e6 pedone del nero · g6 pedone del nero · a5 pedone del nero · c5 pedone del nero · e5 pedone del bianco · g5 pedone del bianco · a4 pedone del bianco · c4 pedone del bianco · g4 pedone del nero · b3 pedone del bianco · f2 pedone del bianco · g2 re del bianco | e8 re del nero · c7 pedone del nero · b6 pedone del nero · e6 pedone del nero · g6 pedone del nero · a5 pedone del nero · c5 pedone del nero · e5 pedone del bianco · g5 pedone del bianco · a4 pedone del bianco · c4 pedone del bianco · g4 pedone del nero · b3 pedone del bianco · f2 pedone del bianco · g2 re del bianco | e8 re del nero · c7 pedone del nero · b6 pedone del nero · e6 pedone del nero · g6 pedone del nero · a5 pedone del nero · c5 pedone del nero · e5 pedone del bianco · g5 pedone del bianco · a4 pedone del bianco · c4 pedone del bianco · g4 pedone del nero · b3 pedone del bianco · f2 pedone del bianco · g2 re del bianco | e8 re del nero · c7 pedone del nero · b6 pedone del nero · e6 pedone del nero · g6 pedone del nero · a5 pedone del nero · c5 pedone del nero · e5 pedone del bianco · g5 pedone del bianco · a4 pedone del bianco · c4 pedone del bianco · g4 pedone del nero · b3 pedone del bianco · f2 pedone del bianco · g2 re del bianco | e8 re del nero · c7 pedone del nero · b6 pedone del nero · e6 pedone del nero · g6 pedone del nero · a5 pedone del nero · c5 pedone del nero · e5 pedone del bianco · g5 pedone del bianco · a4 pedone del bianco · c4 pedone del bianco · g4 pedone del nero · b3 pedone del bianco · f2 pedone del bianco · g2 re del bianco | e8 re del nero · c7 pedone del nero · b6 pedone del nero · e6 pedone del nero · g6 pedone del nero · a5 pedone del nero · c5 pedone del nero · e5 pedone del bianco · g5 pedone del bianco · a4 pedone del bianco · c4 pedone del bianco · g4 pedone del nero · b3 pedone del bianco · f2 pedone del bianco · g2 re del bianco | e8 re del nero · c7 pedone del nero · b6 pedone del nero · e6 pedone del nero · g6 pedone del nero · a5 pedone del nero · c5 pedone del nero · e5 pedone del bianco · g5 pedone del bianco · a4 pedone del bianco · c4 pedone del bianco · g4 pedone del nero · b3 pedone del bianco · f2 pedone del bianco · g2 re del bianco | 3 |
| 2 | e8 re del nero · c7 pedone del nero · b6 pedone del nero · e6 pedone del nero · g6 pedone del nero · a5 pedone del nero · c5 pedone del nero · e5 pedone del bianco · g5 pedone del bianco · a4 pedone del bianco · c4 pedone del bianco · g4 pedone del nero · b3 pedone del bianco · f2 pedone del bianco · g2 re del bianco | e8 re del nero · c7 pedone del nero · b6 pedone del nero · e6 pedone del nero · g6 pedone del nero · a5 pedone del nero · c5 pedone del nero · e5 pedone del bianco · g5 pedone del bianco · a4 pedone del bianco · c4 pedone del bianco · g4 pedone del nero · b3 pedone del bianco · f2 pedone del bianco · g2 re del bianco | e8 re del nero · c7 pedone del nero · b6 pedone del nero · e6 pedone del nero · g6 pedone del nero · a5 pedone del nero · c5 pedone del nero · e5 pedone del bianco · g5 pedone del bianco · a4 pedone del bianco · c4 pedone del bianco · g4 pedone del nero · b3 pedone del bianco · f2 pedone del bianco · g2 re del bianco | e8 re del nero · c7 pedone del nero · b6 pedone del nero · e6 pedone del nero · g6 pedone del nero · a5 pedone del nero · c5 pedone del nero · e5 pedone del bianco · g5 pedone del bianco · a4 pedone del bianco · c4 pedone del bianco · g4 pedone del nero · b3 pedone del bianco · f2 pedone del bianco · g2 re del bianco | e8 re del nero · c7 pedone del nero · b6 pedone del nero · e6 pedone del nero · g6 pedone del nero · a5 pedone del nero · c5 pedone del nero · e5 pedone del bianco · g5 pedone del bianco · a4 pedone del bianco · c4 pedone del bianco · g4 pedone del nero · b3 pedone del bianco · f2 pedone del bianco · g2 re del bianco | e8 re del nero · c7 pedone del nero · b6 pedone del nero · e6 pedone del nero · g6 pedone del nero · a5 pedone del nero · c5 pedone del nero · e5 pedone del bianco · g5 pedone del bianco · a4 pedone del bianco · c4 pedone del bianco · g4 pedone del nero · b3 pedone del bianco · f2 pedone del bianco · g2 re del bianco | e8 re del nero · c7 pedone del nero · b6 pedone del nero · e6 pedone del nero · g6 pedone del nero · a5 pedone del nero · c5 pedone del nero · e5 pedone del bianco · g5 pedone del bianco · a4 pedone del bianco · c4 pedone del bianco · g4 pedone del nero · b3 pedone del bianco · f2 pedone del bianco · g2 re del bianco | e8 re del nero · c7 pedone del nero · b6 pedone del nero · e6 pedone del nero · g6 pedone del nero · a5 pedone del nero · c5 pedone del nero · e5 pedone del bianco · g5 pedone del bianco · a4 pedone del bianco · c4 pedone del bianco · g4 pedone del nero · b3 pedone del bianco · f2 pedone del bianco · g2 re del bianco | 2 |
| 1 | e8 re del nero · c7 pedone del nero · b6 pedone del nero · e6 pedone del nero · g6 pedone del nero · a5 pedone del nero · c5 pedone del nero · e5 pedone del bianco · g5 pedone del bianco · a4 pedone del bianco · c4 pedone del bianco · g4 pedone del nero · b3 pedone del bianco · f2 pedone del bianco · g2 re del bianco | e8 re del nero · c7 pedone del nero · b6 pedone del nero · e6 pedone del nero · g6 pedone del nero · a5 pedone del nero · c5 pedone del nero · e5 pedone del bianco · g5 pedone del bianco · a4 pedone del bianco · c4 pedone del bianco · g4 pedone del nero · b3 pedone del bianco · f2 pedone del bianco · g2 re del bianco | e8 re del nero · c7 pedone del nero · b6 pedone del nero · e6 pedone del nero · g6 pedone del nero · a5 pedone del nero · c5 pedone del nero · e5 pedone del bianco · g5 pedone del bianco · a4 pedone del bianco · c4 pedone del bianco · g4 pedone del nero · b3 pedone del bianco · f2 pedone del bianco · g2 re del bianco | e8 re del nero · c7 pedone del nero · b6 pedone del nero · e6 pedone del nero · g6 pedone del nero · a5 pedone del nero · c5 pedone del nero · e5 pedone del bianco · g5 pedone del bianco · a4 pedone del bianco · c4 pedone del bianco · g4 pedone del nero · b3 pedone del bianco · f2 pedone del bianco · g2 re del bianco | e8 re del nero · c7 pedone del nero · b6 pedone del nero · e6 pedone del nero · g6 pedone del nero · a5 pedone del nero · c5 pedone del nero · e5 pedone del bianco · g5 pedone del bianco · a4 pedone del bianco · c4 pedone del bianco · g4 pedone del nero · b3 pedone del bianco · f2 pedone del bianco · g2 re del bianco | e8 re del nero · c7 pedone del nero · b6 pedone del nero · e6 pedone del nero · g6 pedone del nero · a5 pedone del nero · c5 pedone del nero · e5 pedone del bianco · g5 pedone del bianco · a4 pedone del bianco · c4 pedone del bianco · g4 pedone del nero · b3 pedone del bianco · f2 pedone del bianco · g2 re del bianco | e8 re del nero · c7 pedone del nero · b6 pedone del nero · e6 pedone del nero · g6 pedone del nero · a5 pedone del nero · c5 pedone del nero · e5 pedone del bianco · g5 pedone del bianco · a4 pedone del bianco · c4 pedone del bianco · g4 pedone del nero · b3 pedone del bianco · f2 pedone del bianco · g2 re del bianco | e8 re del nero · c7 pedone del nero · b6 pedone del nero · e6 pedone del nero · g6 pedone del nero · a5 pedone del nero · c5 pedone del nero · e5 pedone del bianco · g5 pedone del bianco · a4 pedone del bianco · c4 pedone del bianco · g4 pedone del nero · b3 pedone del bianco · f2 pedone del bianco · g2 re del bianco | 1 |
|   | a | b | c | d | e | f | g | h |   |

ECO C67: partita spagnola
1.e4 e5 2.Cf3 Cc6 3.Ab5 Cf6 4.O-O Cxe4 5.d4 Cd6 6.Axc6 dxc6 7.dxe5 Cf5 8.Dxd8+ Rxd8 9.Cc3 h6 10.b3 Re8 11.Ab2 Ae7 12. Tad1 a5 13.a4 h5 14.Ce2 Ae6 15.c4 Td8 16.h3 b6 17.Cfd4 Cxd4 18.Cxd4 c5 19.Cxe6 fxe6 20.Txd8+ Rd8 21.Ac1 Rc8 22.Td1 Td8 23.Txd8+ Rxd8 24.g4 g6 25.h4 hxg4 26.Ag5 Axg5 27.hxg5 Re8 28.Rg2 ½–½

### Partita 2, 06-10-2002: Kramnik - Deep Fritz 1-0
|   | a | b | c | d | e | f | g | h |   |
| 8 | d7 re del nero · f6 pedone del nero · h6 pedone del nero · a5 pedone del nero · d5 torre del bianco · e5 pedone del nero · h5 pedone del bianco · a4 pedone del bianco · e4 pedone del bianco · b3 pedone del bianco · c3 re del bianco · f3 pedone del bianco · d1 torre del nero | d7 re del nero · f6 pedone del nero · h6 pedone del nero · a5 pedone del nero · d5 torre del bianco · e5 pedone del nero · h5 pedone del bianco · a4 pedone del bianco · e4 pedone del bianco · b3 pedone del bianco · c3 re del bianco · f3 pedone del bianco · d1 torre del nero | d7 re del nero · f6 pedone del nero · h6 pedone del nero · a5 pedone del nero · d5 torre del bianco · e5 pedone del nero · h5 pedone del bianco · a4 pedone del bianco · e4 pedone del bianco · b3 pedone del bianco · c3 re del bianco · f3 pedone del bianco · d1 torre del nero | d7 re del nero · f6 pedone del nero · h6 pedone del nero · a5 pedone del nero · d5 torre del bianco · e5 pedone del nero · h5 pedone del bianco · a4 pedone del bianco · e4 pedone del bianco · b3 pedone del bianco · c3 re del bianco · f3 pedone del bianco · d1 torre del nero | d7 re del nero · f6 pedone del nero · h6 pedone del nero · a5 pedone del nero · d5 torre del bianco · e5 pedone del nero · h5 pedone del bianco · a4 pedone del bianco · e4 pedone del bianco · b3 pedone del bianco · c3 re del bianco · f3 pedone del bianco · d1 torre del nero | d7 re del nero · f6 pedone del nero · h6 pedone del nero · a5 pedone del nero · d5 torre del bianco · e5 pedone del nero · h5 pedone del bianco · a4 pedone del bianco · e4 pedone del bianco · b3 pedone del bianco · c3 re del bianco · f3 pedone del bianco · d1 torre del nero | d7 re del nero · f6 pedone del nero · h6 pedone del nero · a5 pedone del nero · d5 torre del bianco · e5 pedone del nero · h5 pedone del bianco · a4 pedone del bianco · e4 pedone del bianco · b3 pedone del bianco · c3 re del bianco · f3 pedone del bianco · d1 torre del nero | d7 re del nero · f6 pedone del nero · h6 pedone del nero · a5 pedone del nero · d5 torre del bianco · e5 pedone del nero · h5 pedone del bianco · a4 pedone del bianco · e4 pedone del bianco · b3 pedone del bianco · c3 re del bianco · f3 pedone del bianco · d1 torre del nero | 8 |
| 7 | d7 re del nero · f6 pedone del nero · h6 pedone del nero · a5 pedone del nero · d5 torre del bianco · e5 pedone del nero · h5 pedone del bianco · a4 pedone del bianco · e4 pedone del bianco · b3 pedone del bianco · c3 re del bianco · f3 pedone del bianco · d1 torre del nero | d7 re del nero · f6 pedone del nero · h6 pedone del nero · a5 pedone del nero · d5 torre del bianco · e5 pedone del nero · h5 pedone del bianco · a4 pedone del bianco · e4 pedone del bianco · b3 pedone del bianco · c3 re del bianco · f3 pedone del bianco · d1 torre del nero | d7 re del nero · f6 pedone del nero · h6 pedone del nero · a5 pedone del nero · d5 torre del bianco · e5 pedone del nero · h5 pedone del bianco · a4 pedone del bianco · e4 pedone del bianco · b3 pedone del bianco · c3 re del bianco · f3 pedone del bianco · d1 torre del nero | d7 re del nero · f6 pedone del nero · h6 pedone del nero · a5 pedone del nero · d5 torre del bianco · e5 pedone del nero · h5 pedone del bianco · a4 pedone del bianco · e4 pedone del bianco · b3 pedone del bianco · c3 re del bianco · f3 pedone del bianco · d1 torre del nero | d7 re del nero · f6 pedone del nero · h6 pedone del nero · a5 pedone del nero · d5 torre del bianco · e5 pedone del nero · h5 pedone del bianco · a4 pedone del bianco · e4 pedone del bianco · b3 pedone del bianco · c3 re del bianco · f3 pedone del bianco · d1 torre del nero | d7 re del nero · f6 pedone del nero · h6 pedone del nero · a5 pedone del nero · d5 torre del bianco · e5 pedone del nero · h5 pedone del bianco · a4 pedone del bianco · e4 pedone del bianco · b3 pedone del bianco · c3 re del bianco · f3 pedone del bianco · d1 torre del nero | d7 re del nero · f6 pedone del nero · h6 pedone del nero · a5 pedone del nero · d5 torre del bianco · e5 pedone del nero · h5 pedone del bianco · a4 pedone del bianco · e4 pedone del bianco · b3 pedone del bianco · c3 re del bianco · f3 pedone del bianco · d1 torre del nero | d7 re del nero · f6 pedone del nero · h6 pedone del nero · a5 pedone del nero · d5 torre del bianco · e5 pedone del nero · h5 pedone del bianco · a4 pedone del bianco · e4 pedone del bianco · b3 pedone del bianco · c3 re del bianco · f3 pedone del bianco · d1 torre del nero | 7 |
| 6 | d7 re del nero · f6 pedone del nero · h6 pedone del nero · a5 pedone del nero · d5 torre del bianco · e5 pedone del nero · h5 pedone del bianco · a4 pedone del bianco · e4 pedone del bianco · b3 pedone del bianco · c3 re del bianco · f3 pedone del bianco · d1 torre del nero | d7 re del nero · f6 pedone del nero · h6 pedone del nero · a5 pedone del nero · d5 torre del bianco · e5 pedone del nero · h5 pedone del bianco · a4 pedone del bianco · e4 pedone del bianco · b3 pedone del bianco · c3 re del bianco · f3 pedone del bianco · d1 torre del nero | d7 re del nero · f6 pedone del nero · h6 pedone del nero · a5 pedone del nero · d5 torre del bianco · e5 pedone del nero · h5 pedone del bianco · a4 pedone del bianco · e4 pedone del bianco · b3 pedone del bianco · c3 re del bianco · f3 pedone del bianco · d1 torre del nero | d7 re del nero · f6 pedone del nero · h6 pedone del nero · a5 pedone del nero · d5 torre del bianco · e5 pedone del nero · h5 pedone del bianco · a4 pedone del bianco · e4 pedone del bianco · b3 pedone del bianco · c3 re del bianco · f3 pedone del bianco · d1 torre del nero | d7 re del nero · f6 pedone del nero · h6 pedone del nero · a5 pedone del nero · d5 torre del bianco · e5 pedone del nero · h5 pedone del bianco · a4 pedone del bianco · e4 pedone del bianco · b3 pedone del bianco · c3 re del bianco · f3 pedone del bianco · d1 torre del nero | d7 re del nero · f6 pedone del nero · h6 pedone del nero · a5 pedone del nero · d5 torre del bianco · e5 pedone del nero · h5 pedone del bianco · a4 pedone del bianco · e4 pedone del bianco · b3 pedone del bianco · c3 re del bianco · f3 pedone del bianco · d1 torre del nero | d7 re del nero · f6 pedone del nero · h6 pedone del nero · a5 pedone del nero · d5 torre del bianco · e5 pedone del nero · h5 pedone del bianco · a4 pedone del bianco · e4 pedone del bianco · b3 pedone del bianco · c3 re del bianco · f3 pedone del bianco · d1 torre del nero | d7 re del nero · f6 pedone del nero · h6 pedone del nero · a5 pedone del nero · d5 torre del bianco · e5 pedone del nero · h5 pedone del bianco · a4 pedone del bianco · e4 pedone del bianco · b3 pedone del bianco · c3 re del bianco · f3 pedone del bianco · d1 torre del nero | 6 |
| 5 | d7 re del nero · f6 pedone del nero · h6 pedone del nero · a5 pedone del nero · d5 torre del bianco · e5 pedone del nero · h5 pedone del bianco · a4 pedone del bianco · e4 pedone del bianco · b3 pedone del bianco · c3 re del bianco · f3 pedone del bianco · d1 torre del nero | d7 re del nero · f6 pedone del nero · h6 pedone del nero · a5 pedone del nero · d5 torre del bianco · e5 pedone del nero · h5 pedone del bianco · a4 pedone del bianco · e4 pedone del bianco · b3 pedone del bianco · c3 re del bianco · f3 pedone del bianco · d1 torre del nero | d7 re del nero · f6 pedone del nero · h6 pedone del nero · a5 pedone del nero · d5 torre del bianco · e5 pedone del nero · h5 pedone del bianco · a4 pedone del bianco · e4 pedone del bianco · b3 pedone del bianco · c3 re del bianco · f3 pedone del bianco · d1 torre del nero | d7 re del nero · f6 pedone del nero · h6 pedone del nero · a5 pedone del nero · d5 torre del bianco · e5 pedone del nero · h5 pedone del bianco · a4 pedone del bianco · e4 pedone del bianco · b3 pedone del bianco · c3 re del bianco · f3 pedone del bianco · d1 torre del nero | d7 re del nero · f6 pedone del nero · h6 pedone del nero · a5 pedone del nero · d5 torre del bianco · e5 pedone del nero · h5 pedone del bianco · a4 pedone del bianco · e4 pedone del bianco · b3 pedone del bianco · c3 re del bianco · f3 pedone del bianco · d1 torre del nero | d7 re del nero · f6 pedone del nero · h6 pedone del nero · a5 pedone del nero · d5 torre del bianco · e5 pedone del nero · h5 pedone del bianco · a4 pedone del bianco · e4 pedone del bianco · b3 pedone del bianco · c3 re del bianco · f3 pedone del bianco · d1 torre del nero | d7 re del nero · f6 pedone del nero · h6 pedone del nero · a5 pedone del nero · d5 torre del bianco · e5 pedone del nero · h5 pedone del bianco · a4 pedone del bianco · e4 pedone del bianco · b3 pedone del bianco · c3 re del bianco · f3 pedone del bianco · d1 torre del nero | d7 re del nero · f6 pedone del nero · h6 pedone del nero · a5 pedone del nero · d5 torre del bianco · e5 pedone del nero · h5 pedone del bianco · a4 pedone del bianco · e4 pedone del bianco · b3 pedone del bianco · c3 re del bianco · f3 pedone del bianco · d1 torre del nero | 5 |
| 4 | d7 re del nero · f6 pedone del nero · h6 pedone del nero · a5 pedone del nero · d5 torre del bianco · e5 pedone del nero · h5 pedone del bianco · a4 pedone del bianco · e4 pedone del bianco · b3 pedone del bianco · c3 re del bianco · f3 pedone del bianco · d1 torre del nero | d7 re del nero · f6 pedone del nero · h6 pedone del nero · a5 pedone del nero · d5 torre del bianco · e5 pedone del nero · h5 pedone del bianco · a4 pedone del bianco · e4 pedone del bianco · b3 pedone del bianco · c3 re del bianco · f3 pedone del bianco · d1 torre del nero | d7 re del nero · f6 pedone del nero · h6 pedone del nero · a5 pedone del nero · d5 torre del bianco · e5 pedone del nero · h5 pedone del bianco · a4 pedone del bianco · e4 pedone del bianco · b3 pedone del bianco · c3 re del bianco · f3 pedone del bianco · d1 torre del nero | d7 re del nero · f6 pedone del nero · h6 pedone del nero · a5 pedone del nero · d5 torre del bianco · e5 pedone del nero · h5 pedone del bianco · a4 pedone del bianco · e4 pedone del bianco · b3 pedone del bianco · c3 re del bianco · f3 pedone del bianco · d1 torre del nero | d7 re del nero · f6 pedone del nero · h6 pedone del nero · a5 pedone del nero · d5 torre del bianco · e5 pedone del nero · h5 pedone del bianco · a4 pedone del bianco · e4 pedone del bianco · b3 pedone del bianco · c3 re del bianco · f3 pedone del bianco · d1 torre del nero | d7 re del nero · f6 pedone del nero · h6 pedone del nero · a5 pedone del nero · d5 torre del bianco · e5 pedone del nero · h5 pedone del bianco · a4 pedone del bianco · e4 pedone del bianco · b3 pedone del bianco · c3 re del bianco · f3 pedone del bianco · d1 torre del nero | d7 re del nero · f6 pedone del nero · h6 pedone del nero · a5 pedone del nero · d5 torre del bianco · e5 pedone del nero · h5 pedone del bianco · a4 pedone del bianco · e4 pedone del bianco · b3 pedone del bianco · c3 re del bianco · f3 pedone del bianco · d1 torre del nero | d7 re del nero · f6 pedone del nero · h6 pedone del nero · a5 pedone del nero · d5 torre del bianco · e5 pedone del nero · h5 pedone del bianco · a4 pedone del bianco · e4 pedone del bianco · b3 pedone del bianco · c3 re del bianco · f3 pedone del bianco · d1 torre del nero | 4 |
| 3 | d7 re del nero · f6 pedone del nero · h6 pedone del nero · a5 pedone del nero · d5 torre del bianco · e5 pedone del nero · h5 pedone del bianco · a4 pedone del bianco · e4 pedone del bianco · b3 pedone del bianco · c3 re del bianco · f3 pedone del bianco · d1 torre del nero | d7 re del nero · f6 pedone del nero · h6 pedone del nero · a5 pedone del nero · d5 torre del bianco · e5 pedone del nero · h5 pedone del bianco · a4 pedone del bianco · e4 pedone del bianco · b3 pedone del bianco · c3 re del bianco · f3 pedone del bianco · d1 torre del nero | d7 re del nero · f6 pedone del nero · h6 pedone del nero · a5 pedone del nero · d5 torre del bianco · e5 pedone del nero · h5 pedone del bianco · a4 pedone del bianco · e4 pedone del bianco · b3 pedone del bianco · c3 re del bianco · f3 pedone del bianco · d1 torre del nero | d7 re del nero · f6 pedone del nero · h6 pedone del nero · a5 pedone del nero · d5 torre del bianco · e5 pedone del nero · h5 pedone del bianco · a4 pedone del bianco · e4 pedone del bianco · b3 pedone del bianco · c3 re del bianco · f3 pedone del bianco · d1 torre del nero | d7 re del nero · f6 pedone del nero · h6 pedone del nero · a5 pedone del nero · d5 torre del bianco · e5 pedone del nero · h5 pedone del bianco · a4 pedone del bianco · e4 pedone del bianco · b3 pedone del bianco · c3 re del bianco · f3 pedone del bianco · d1 torre del nero | d7 re del nero · f6 pedone del nero · h6 pedone del nero · a5 pedone del nero · d5 torre del bianco · e5 pedone del nero · h5 pedone del bianco · a4 pedone del bianco · e4 pedone del bianco · b3 pedone del bianco · c3 re del bianco · f3 pedone del bianco · d1 torre del nero | d7 re del nero · f6 pedone del nero · h6 pedone del nero · a5 pedone del nero · d5 torre del bianco · e5 pedone del nero · h5 pedone del bianco · a4 pedone del bianco · e4 pedone del bianco · b3 pedone del bianco · c3 re del bianco · f3 pedone del bianco · d1 torre del nero | d7 re del nero · f6 pedone del nero · h6 pedone del nero · a5 pedone del nero · d5 torre del bianco · e5 pedone del nero · h5 pedone del bianco · a4 pedone del bianco · e4 pedone del bianco · b3 pedone del bianco · c3 re del bianco · f3 pedone del bianco · d1 torre del nero | 3 |
| 2 | d7 re del nero · f6 pedone del nero · h6 pedone del nero · a5 pedone del nero · d5 torre del bianco · e5 pedone del nero · h5 pedone del bianco · a4 pedone del bianco · e4 pedone del bianco · b3 pedone del bianco · c3 re del bianco · f3 pedone del bianco · d1 torre del nero | d7 re del nero · f6 pedone del nero · h6 pedone del nero · a5 pedone del nero · d5 torre del bianco · e5 pedone del nero · h5 pedone del bianco · a4 pedone del bianco · e4 pedone del bianco · b3 pedone del bianco · c3 re del bianco · f3 pedone del bianco · d1 torre del nero | d7 re del nero · f6 pedone del nero · h6 pedone del nero · a5 pedone del nero · d5 torre del bianco · e5 pedone del nero · h5 pedone del bianco · a4 pedone del bianco · e4 pedone del bianco · b3 pedone del bianco · c3 re del bianco · f3 pedone del bianco · d1 torre del nero | d7 re del nero · f6 pedone del nero · h6 pedone del nero · a5 pedone del nero · d5 torre del bianco · e5 pedone del nero · h5 pedone del bianco · a4 pedone del bianco · e4 pedone del bianco · b3 pedone del bianco · c3 re del bianco · f3 pedone del bianco · d1 torre del nero | d7 re del nero · f6 pedone del nero · h6 pedone del nero · a5 pedone del nero · d5 torre del bianco · e5 pedone del nero · h5 pedone del bianco · a4 pedone del bianco · e4 pedone del bianco · b3 pedone del bianco · c3 re del bianco · f3 pedone del bianco · d1 torre del nero | d7 re del nero · f6 pedone del nero · h6 pedone del nero · a5 pedone del nero · d5 torre del bianco · e5 pedone del nero · h5 pedone del bianco · a4 pedone del bianco · e4 pedone del bianco · b3 pedone del bianco · c3 re del bianco · f3 pedone del bianco · d1 torre del nero | d7 re del nero · f6 pedone del nero · h6 pedone del nero · a5 pedone del nero · d5 torre del bianco · e5 pedone del nero · h5 pedone del bianco · a4 pedone del bianco · e4 pedone del bianco · b3 pedone del bianco · c3 re del bianco · f3 pedone del bianco · d1 torre del nero | d7 re del nero · f6 pedone del nero · h6 pedone del nero · a5 pedone del nero · d5 torre del bianco · e5 pedone del nero · h5 pedone del bianco · a4 pedone del bianco · e4 pedone del bianco · b3 pedone del bianco · c3 re del bianco · f3 pedone del bianco · d1 torre del nero | 2 |
| 1 | d7 re del nero · f6 pedone del nero · h6 pedone del nero · a5 pedone del nero · d5 torre del bianco · e5 pedone del nero · h5 pedone del bianco · a4 pedone del bianco · e4 pedone del bianco · b3 pedone del bianco · c3 re del bianco · f3 pedone del bianco · d1 torre del nero | d7 re del nero · f6 pedone del nero · h6 pedone del nero · a5 pedone del nero · d5 torre del bianco · e5 pedone del nero · h5 pedone del bianco · a4 pedone del bianco · e4 pedone del bianco · b3 pedone del bianco · c3 re del bianco · f3 pedone del bianco · d1 torre del nero | d7 re del nero · f6 pedone del nero · h6 pedone del nero · a5 pedone del nero · d5 torre del bianco · e5 pedone del nero · h5 pedone del bianco · a4 pedone del bianco · e4 pedone del bianco · b3 pedone del bianco · c3 re del bianco · f3 pedone del bianco · d1 torre del nero | d7 re del nero · f6 pedone del nero · h6 pedone del nero · a5 pedone del nero · d5 torre del bianco · e5 pedone del nero · h5 pedone del bianco · a4 pedone del bianco · e4 pedone del bianco · b3 pedone del bianco · c3 re del bianco · f3 pedone del bianco · d1 torre del nero | d7 re del nero · f6 pedone del nero · h6 pedone del nero · a5 pedone del nero · d5 torre del bianco · e5 pedone del nero · h5 pedone del bianco · a4 pedone del bianco · e4 pedone del bianco · b3 pedone del bianco · c3 re del bianco · f3 pedone del bianco · d1 torre del nero | d7 re del nero · f6 pedone del nero · h6 pedone del nero · a5 pedone del nero · d5 torre del bianco · e5 pedone del nero · h5 pedone del bianco · a4 pedone del bianco · e4 pedone del bianco · b3 pedone del bianco · c3 re del bianco · f3 pedone del bianco · d1 torre del nero | d7 re del nero · f6 pedone del nero · h6 pedone del nero · a5 pedone del nero · d5 torre del bianco · e5 pedone del nero · h5 pedone del bianco · a4 pedone del bianco · e4 pedone del bianco · b3 pedone del bianco · c3 re del bianco · f3 pedone del bianco · d1 torre del nero | d7 re del nero · f6 pedone del nero · h6 pedone del nero · a5 pedone del nero · d5 torre del bianco · e5 pedone del nero · h5 pedone del bianco · a4 pedone del bianco · e4 pedone del bianco · b3 pedone del bianco · c3 re del bianco · f3 pedone del bianco · d1 torre del nero | 1 |
|   | a | b | c | d | e | f | g | h |   |

ECO D27: gambetto di donna accettato
1.d4 d5 2.c4 dxc4 3.Cf3 Cf6 4.e3 e6 5.Cxc4 c5 6.O-O a6 7.dxc5 Dxd1 8.Txd1 Axc5 9.Rf1 b5 10.Ae2 Ab7 11.Cbd2 Cbd7 12.Cb3 Af8 13.a4 b4 14.Cfd2 Ad5 15.f3 Ad6 16.g3 e5 17.e4 Ae6 18.Cc4 Ac7 19.Ae3 a5 20.Cc5 Cxc5 21.Axc5 Cd7 22.Cd6+ Rf8 23.Af2 Axd6 24.Txd6 Re7 25.Tad1 Thc8 26.Ab5 Cc5 27.Ac6 Ac4+ 28.Re1 Cd3+ 29.T1xd3 Axd3 30.Ac5 Ac4 31.Td4+ Rf6 32.Txc4 Txc6 33.Ae7+ Rxe7 34.Txc6 Rd7 35.Tc5 f6 36.Rd2 Rd6 37.Td5+ Rc6 38.Rd3 g6 39.Rc4 g5 40.h3 h6 41.h4 gxh4 42.gxh4 Ta7 43.h5 Ra8 44.Tc5+ Rb6 45.Tb5+ Rc6 46.Td5 Rc7 47.Rb5 b3 48.Td3 Ta7 49.Txb3 Tb7+ 50.Rc4 Ta7 51.Tb5 Ta8 52.Rd5 Ta6 53.Tc5+ Rd7 54.b3 Td6+ 55.Rc4 Td4+ 56.Rc3 Td1 57.Td5+ 1-0

### Partita 3, 08-10-2002: Deep Fritz - Kramnik 0-1
|   | a | b | c | d | e | f | g | h |   |
| 8 | h7 pedone del nero · c6 pedone del nero · e6 alfiere del nero · c5 re del nero · f5 pedone del nero · g5 pedone del bianco · f4 pedone del bianco · b3 pedone del nero · c3 re del bianco · e2 alfiere del bianco | h7 pedone del nero · c6 pedone del nero · e6 alfiere del nero · c5 re del nero · f5 pedone del nero · g5 pedone del bianco · f4 pedone del bianco · b3 pedone del nero · c3 re del bianco · e2 alfiere del bianco | h7 pedone del nero · c6 pedone del nero · e6 alfiere del nero · c5 re del nero · f5 pedone del nero · g5 pedone del bianco · f4 pedone del bianco · b3 pedone del nero · c3 re del bianco · e2 alfiere del bianco | h7 pedone del nero · c6 pedone del nero · e6 alfiere del nero · c5 re del nero · f5 pedone del nero · g5 pedone del bianco · f4 pedone del bianco · b3 pedone del nero · c3 re del bianco · e2 alfiere del bianco | h7 pedone del nero · c6 pedone del nero · e6 alfiere del nero · c5 re del nero · f5 pedone del nero · g5 pedone del bianco · f4 pedone del bianco · b3 pedone del nero · c3 re del bianco · e2 alfiere del bianco | h7 pedone del nero · c6 pedone del nero · e6 alfiere del nero · c5 re del nero · f5 pedone del nero · g5 pedone del bianco · f4 pedone del bianco · b3 pedone del nero · c3 re del bianco · e2 alfiere del bianco | h7 pedone del nero · c6 pedone del nero · e6 alfiere del nero · c5 re del nero · f5 pedone del nero · g5 pedone del bianco · f4 pedone del bianco · b3 pedone del nero · c3 re del bianco · e2 alfiere del bianco | h7 pedone del nero · c6 pedone del nero · e6 alfiere del nero · c5 re del nero · f5 pedone del nero · g5 pedone del bianco · f4 pedone del bianco · b3 pedone del nero · c3 re del bianco · e2 alfiere del bianco | 8 |
| 7 | h7 pedone del nero · c6 pedone del nero · e6 alfiere del nero · c5 re del nero · f5 pedone del nero · g5 pedone del bianco · f4 pedone del bianco · b3 pedone del nero · c3 re del bianco · e2 alfiere del bianco | h7 pedone del nero · c6 pedone del nero · e6 alfiere del nero · c5 re del nero · f5 pedone del nero · g5 pedone del bianco · f4 pedone del bianco · b3 pedone del nero · c3 re del bianco · e2 alfiere del bianco | h7 pedone del nero · c6 pedone del nero · e6 alfiere del nero · c5 re del nero · f5 pedone del nero · g5 pedone del bianco · f4 pedone del bianco · b3 pedone del nero · c3 re del bianco · e2 alfiere del bianco | h7 pedone del nero · c6 pedone del nero · e6 alfiere del nero · c5 re del nero · f5 pedone del nero · g5 pedone del bianco · f4 pedone del bianco · b3 pedone del nero · c3 re del bianco · e2 alfiere del bianco | h7 pedone del nero · c6 pedone del nero · e6 alfiere del nero · c5 re del nero · f5 pedone del nero · g5 pedone del bianco · f4 pedone del bianco · b3 pedone del nero · c3 re del bianco · e2 alfiere del bianco | h7 pedone del nero · c6 pedone del nero · e6 alfiere del nero · c5 re del nero · f5 pedone del nero · g5 pedone del bianco · f4 pedone del bianco · b3 pedone del nero · c3 re del bianco · e2 alfiere del bianco | h7 pedone del nero · c6 pedone del nero · e6 alfiere del nero · c5 re del nero · f5 pedone del nero · g5 pedone del bianco · f4 pedone del bianco · b3 pedone del nero · c3 re del bianco · e2 alfiere del bianco | h7 pedone del nero · c6 pedone del nero · e6 alfiere del nero · c5 re del nero · f5 pedone del nero · g5 pedone del bianco · f4 pedone del bianco · b3 pedone del nero · c3 re del bianco · e2 alfiere del bianco | 7 |
| 6 | h7 pedone del nero · c6 pedone del nero · e6 alfiere del nero · c5 re del nero · f5 pedone del nero · g5 pedone del bianco · f4 pedone del bianco · b3 pedone del nero · c3 re del bianco · e2 alfiere del bianco | h7 pedone del nero · c6 pedone del nero · e6 alfiere del nero · c5 re del nero · f5 pedone del nero · g5 pedone del bianco · f4 pedone del bianco · b3 pedone del nero · c3 re del bianco · e2 alfiere del bianco | h7 pedone del nero · c6 pedone del nero · e6 alfiere del nero · c5 re del nero · f5 pedone del nero · g5 pedone del bianco · f4 pedone del bianco · b3 pedone del nero · c3 re del bianco · e2 alfiere del bianco | h7 pedone del nero · c6 pedone del nero · e6 alfiere del nero · c5 re del nero · f5 pedone del nero · g5 pedone del bianco · f4 pedone del bianco · b3 pedone del nero · c3 re del bianco · e2 alfiere del bianco | h7 pedone del nero · c6 pedone del nero · e6 alfiere del nero · c5 re del nero · f5 pedone del nero · g5 pedone del bianco · f4 pedone del bianco · b3 pedone del nero · c3 re del bianco · e2 alfiere del bianco | h7 pedone del nero · c6 pedone del nero · e6 alfiere del nero · c5 re del nero · f5 pedone del nero · g5 pedone del bianco · f4 pedone del bianco · b3 pedone del nero · c3 re del bianco · e2 alfiere del bianco | h7 pedone del nero · c6 pedone del nero · e6 alfiere del nero · c5 re del nero · f5 pedone del nero · g5 pedone del bianco · f4 pedone del bianco · b3 pedone del nero · c3 re del bianco · e2 alfiere del bianco | h7 pedone del nero · c6 pedone del nero · e6 alfiere del nero · c5 re del nero · f5 pedone del nero · g5 pedone del bianco · f4 pedone del bianco · b3 pedone del nero · c3 re del bianco · e2 alfiere del bianco | 6 |
| 5 | h7 pedone del nero · c6 pedone del nero · e6 alfiere del nero · c5 re del nero · f5 pedone del nero · g5 pedone del bianco · f4 pedone del bianco · b3 pedone del nero · c3 re del bianco · e2 alfiere del bianco | h7 pedone del nero · c6 pedone del nero · e6 alfiere del nero · c5 re del nero · f5 pedone del nero · g5 pedone del bianco · f4 pedone del bianco · b3 pedone del nero · c3 re del bianco · e2 alfiere del bianco | h7 pedone del nero · c6 pedone del nero · e6 alfiere del nero · c5 re del nero · f5 pedone del nero · g5 pedone del bianco · f4 pedone del bianco · b3 pedone del nero · c3 re del bianco · e2 alfiere del bianco | h7 pedone del nero · c6 pedone del nero · e6 alfiere del nero · c5 re del nero · f5 pedone del nero · g5 pedone del bianco · f4 pedone del bianco · b3 pedone del nero · c3 re del bianco · e2 alfiere del bianco | h7 pedone del nero · c6 pedone del nero · e6 alfiere del nero · c5 re del nero · f5 pedone del nero · g5 pedone del bianco · f4 pedone del bianco · b3 pedone del nero · c3 re del bianco · e2 alfiere del bianco | h7 pedone del nero · c6 pedone del nero · e6 alfiere del nero · c5 re del nero · f5 pedone del nero · g5 pedone del bianco · f4 pedone del bianco · b3 pedone del nero · c3 re del bianco · e2 alfiere del bianco | h7 pedone del nero · c6 pedone del nero · e6 alfiere del nero · c5 re del nero · f5 pedone del nero · g5 pedone del bianco · f4 pedone del bianco · b3 pedone del nero · c3 re del bianco · e2 alfiere del bianco | h7 pedone del nero · c6 pedone del nero · e6 alfiere del nero · c5 re del nero · f5 pedone del nero · g5 pedone del bianco · f4 pedone del bianco · b3 pedone del nero · c3 re del bianco · e2 alfiere del bianco | 5 |
| 4 | h7 pedone del nero · c6 pedone del nero · e6 alfiere del nero · c5 re del nero · f5 pedone del nero · g5 pedone del bianco · f4 pedone del bianco · b3 pedone del nero · c3 re del bianco · e2 alfiere del bianco | h7 pedone del nero · c6 pedone del nero · e6 alfiere del nero · c5 re del nero · f5 pedone del nero · g5 pedone del bianco · f4 pedone del bianco · b3 pedone del nero · c3 re del bianco · e2 alfiere del bianco | h7 pedone del nero · c6 pedone del nero · e6 alfiere del nero · c5 re del nero · f5 pedone del nero · g5 pedone del bianco · f4 pedone del bianco · b3 pedone del nero · c3 re del bianco · e2 alfiere del bianco | h7 pedone del nero · c6 pedone del nero · e6 alfiere del nero · c5 re del nero · f5 pedone del nero · g5 pedone del bianco · f4 pedone del bianco · b3 pedone del nero · c3 re del bianco · e2 alfiere del bianco | h7 pedone del nero · c6 pedone del nero · e6 alfiere del nero · c5 re del nero · f5 pedone del nero · g5 pedone del bianco · f4 pedone del bianco · b3 pedone del nero · c3 re del bianco · e2 alfiere del bianco | h7 pedone del nero · c6 pedone del nero · e6 alfiere del nero · c5 re del nero · f5 pedone del nero · g5 pedone del bianco · f4 pedone del bianco · b3 pedone del nero · c3 re del bianco · e2 alfiere del bianco | h7 pedone del nero · c6 pedone del nero · e6 alfiere del nero · c5 re del nero · f5 pedone del nero · g5 pedone del bianco · f4 pedone del bianco · b3 pedone del nero · c3 re del bianco · e2 alfiere del bianco | h7 pedone del nero · c6 pedone del nero · e6 alfiere del nero · c5 re del nero · f5 pedone del nero · g5 pedone del bianco · f4 pedone del bianco · b3 pedone del nero · c3 re del bianco · e2 alfiere del bianco | 4 |
| 3 | h7 pedone del nero · c6 pedone del nero · e6 alfiere del nero · c5 re del nero · f5 pedone del nero · g5 pedone del bianco · f4 pedone del bianco · b3 pedone del nero · c3 re del bianco · e2 alfiere del bianco | h7 pedone del nero · c6 pedone del nero · e6 alfiere del nero · c5 re del nero · f5 pedone del nero · g5 pedone del bianco · f4 pedone del bianco · b3 pedone del nero · c3 re del bianco · e2 alfiere del bianco | h7 pedone del nero · c6 pedone del nero · e6 alfiere del nero · c5 re del nero · f5 pedone del nero · g5 pedone del bianco · f4 pedone del bianco · b3 pedone del nero · c3 re del bianco · e2 alfiere del bianco | h7 pedone del nero · c6 pedone del nero · e6 alfiere del nero · c5 re del nero · f5 pedone del nero · g5 pedone del bianco · f4 pedone del bianco · b3 pedone del nero · c3 re del bianco · e2 alfiere del bianco | h7 pedone del nero · c6 pedone del nero · e6 alfiere del nero · c5 re del nero · f5 pedone del nero · g5 pedone del bianco · f4 pedone del bianco · b3 pedone del nero · c3 re del bianco · e2 alfiere del bianco | h7 pedone del nero · c6 pedone del nero · e6 alfiere del nero · c5 re del nero · f5 pedone del nero · g5 pedone del bianco · f4 pedone del bianco · b3 pedone del nero · c3 re del bianco · e2 alfiere del bianco | h7 pedone del nero · c6 pedone del nero · e6 alfiere del nero · c5 re del nero · f5 pedone del nero · g5 pedone del bianco · f4 pedone del bianco · b3 pedone del nero · c3 re del bianco · e2 alfiere del bianco | h7 pedone del nero · c6 pedone del nero · e6 alfiere del nero · c5 re del nero · f5 pedone del nero · g5 pedone del bianco · f4 pedone del bianco · b3 pedone del nero · c3 re del bianco · e2 alfiere del bianco | 3 |
| 2 | h7 pedone del nero · c6 pedone del nero · e6 alfiere del nero · c5 re del nero · f5 pedone del nero · g5 pedone del bianco · f4 pedone del bianco · b3 pedone del nero · c3 re del bianco · e2 alfiere del bianco | h7 pedone del nero · c6 pedone del nero · e6 alfiere del nero · c5 re del nero · f5 pedone del nero · g5 pedone del bianco · f4 pedone del bianco · b3 pedone del nero · c3 re del bianco · e2 alfiere del bianco | h7 pedone del nero · c6 pedone del nero · e6 alfiere del nero · c5 re del nero · f5 pedone del nero · g5 pedone del bianco · f4 pedone del bianco · b3 pedone del nero · c3 re del bianco · e2 alfiere del bianco | h7 pedone del nero · c6 pedone del nero · e6 alfiere del nero · c5 re del nero · f5 pedone del nero · g5 pedone del bianco · f4 pedone del bianco · b3 pedone del nero · c3 re del bianco · e2 alfiere del bianco | h7 pedone del nero · c6 pedone del nero · e6 alfiere del nero · c5 re del nero · f5 pedone del nero · g5 pedone del bianco · f4 pedone del bianco · b3 pedone del nero · c3 re del bianco · e2 alfiere del bianco | h7 pedone del nero · c6 pedone del nero · e6 alfiere del nero · c5 re del nero · f5 pedone del nero · g5 pedone del bianco · f4 pedone del bianco · b3 pedone del nero · c3 re del bianco · e2 alfiere del bianco | h7 pedone del nero · c6 pedone del nero · e6 alfiere del nero · c5 re del nero · f5 pedone del nero · g5 pedone del bianco · f4 pedone del bianco · b3 pedone del nero · c3 re del bianco · e2 alfiere del bianco | h7 pedone del nero · c6 pedone del nero · e6 alfiere del nero · c5 re del nero · f5 pedone del nero · g5 pedone del bianco · f4 pedone del bianco · b3 pedone del nero · c3 re del bianco · e2 alfiere del bianco | 2 |
| 1 | h7 pedone del nero · c6 pedone del nero · e6 alfiere del nero · c5 re del nero · f5 pedone del nero · g5 pedone del bianco · f4 pedone del bianco · b3 pedone del nero · c3 re del bianco · e2 alfiere del bianco | h7 pedone del nero · c6 pedone del nero · e6 alfiere del nero · c5 re del nero · f5 pedone del nero · g5 pedone del bianco · f4 pedone del bianco · b3 pedone del nero · c3 re del bianco · e2 alfiere del bianco | h7 pedone del nero · c6 pedone del nero · e6 alfiere del nero · c5 re del nero · f5 pedone del nero · g5 pedone del bianco · f4 pedone del bianco · b3 pedone del nero · c3 re del bianco · e2 alfiere del bianco | h7 pedone del nero · c6 pedone del nero · e6 alfiere del nero · c5 re del nero · f5 pedone del nero · g5 pedone del bianco · f4 pedone del bianco · b3 pedone del nero · c3 re del bianco · e2 alfiere del bianco | h7 pedone del nero · c6 pedone del nero · e6 alfiere del nero · c5 re del nero · f5 pedone del nero · g5 pedone del bianco · f4 pedone del bianco · b3 pedone del nero · c3 re del bianco · e2 alfiere del bianco | h7 pedone del nero · c6 pedone del nero · e6 alfiere del nero · c5 re del nero · f5 pedone del nero · g5 pedone del bianco · f4 pedone del bianco · b3 pedone del nero · c3 re del bianco · e2 alfiere del bianco | h7 pedone del nero · c6 pedone del nero · e6 alfiere del nero · c5 re del nero · f5 pedone del nero · g5 pedone del bianco · f4 pedone del bianco · b3 pedone del nero · c3 re del bianco · e2 alfiere del bianco | h7 pedone del nero · c6 pedone del nero · e6 alfiere del nero · c5 re del nero · f5 pedone del nero · g5 pedone del bianco · f4 pedone del bianco · b3 pedone del nero · c3 re del bianco · e2 alfiere del bianco | 1 |
|   | a | b | c | d | e | f | g | h |   |

ECO C45: partita scozzese
1.e4 e5 2.Cf3 Cc6 3.d4 exd4 4.Cxd4 Ac5 5.Cxc6 Df6 6.Dd2 dxc6 7.Cc3 Ce7 8.Df4 Ae6 9.Dxf6 gxf6 10.Ca4 Ab4+ 11.c3 Ad6 12.Ae3 b6 13.f4 O-O-O 14.Rf2 c5 15.c4 Cc6 16.Cc3 f5 17.e5 Af8 18.b3 Cb4 19.a3 Cc2 20.Tc1 Cxe3 21.Rxe3 Ag7 22.Cd5 c6 23.Cf6 Axf6 24.exf6 The8 25.Rf3 Td2 26.h3 Ad7 27.g3 Te6 28.Tb1 Txf6 29.Ae2 Te6 30.The1 Rc7 31.Af1 b5 32.Tec1 Rb6 33.b4 cxb4 34.axb4 Te4 35.Td1 Txd1 36.Txd1 Ae6 37.Ad3 Td4 38.Ae2 Txd1 39.c5+ Rb7 40.Axd1 a5 41.bxa5 Ra6 42.Re3 Rxa5 43.Rd4 b4 44.g4 fxg4 45.hxg4 b3 46.Rc3 Ra4 47.Rb2 f6 48.Af3 Rb5 49.g5 f5 50.Rc3 Rxc5 51.Ae2 0-1

### Partita 4, 10-10-2002: Kramnik - Deep Fritz ½–½
|   | a | b | c | d | e | f | g | h |   |
| 8 | e5 pedone del nero · f5 re del nero · a4 pedone del bianco · c4 torre del bianco · e3 pedone del bianco · a2 torre del nero · g1 re del bianco | e5 pedone del nero · f5 re del nero · a4 pedone del bianco · c4 torre del bianco · e3 pedone del bianco · a2 torre del nero · g1 re del bianco | e5 pedone del nero · f5 re del nero · a4 pedone del bianco · c4 torre del bianco · e3 pedone del bianco · a2 torre del nero · g1 re del bianco | e5 pedone del nero · f5 re del nero · a4 pedone del bianco · c4 torre del bianco · e3 pedone del bianco · a2 torre del nero · g1 re del bianco | e5 pedone del nero · f5 re del nero · a4 pedone del bianco · c4 torre del bianco · e3 pedone del bianco · a2 torre del nero · g1 re del bianco | e5 pedone del nero · f5 re del nero · a4 pedone del bianco · c4 torre del bianco · e3 pedone del bianco · a2 torre del nero · g1 re del bianco | e5 pedone del nero · f5 re del nero · a4 pedone del bianco · c4 torre del bianco · e3 pedone del bianco · a2 torre del nero · g1 re del bianco | e5 pedone del nero · f5 re del nero · a4 pedone del bianco · c4 torre del bianco · e3 pedone del bianco · a2 torre del nero · g1 re del bianco | 8 |
| 7 | e5 pedone del nero · f5 re del nero · a4 pedone del bianco · c4 torre del bianco · e3 pedone del bianco · a2 torre del nero · g1 re del bianco | e5 pedone del nero · f5 re del nero · a4 pedone del bianco · c4 torre del bianco · e3 pedone del bianco · a2 torre del nero · g1 re del bianco | e5 pedone del nero · f5 re del nero · a4 pedone del bianco · c4 torre del bianco · e3 pedone del bianco · a2 torre del nero · g1 re del bianco | e5 pedone del nero · f5 re del nero · a4 pedone del bianco · c4 torre del bianco · e3 pedone del bianco · a2 torre del nero · g1 re del bianco | e5 pedone del nero · f5 re del nero · a4 pedone del bianco · c4 torre del bianco · e3 pedone del bianco · a2 torre del nero · g1 re del bianco | e5 pedone del nero · f5 re del nero · a4 pedone del bianco · c4 torre del bianco · e3 pedone del bianco · a2 torre del nero · g1 re del bianco | e5 pedone del nero · f5 re del nero · a4 pedone del bianco · c4 torre del bianco · e3 pedone del bianco · a2 torre del nero · g1 re del bianco | e5 pedone del nero · f5 re del nero · a4 pedone del bianco · c4 torre del bianco · e3 pedone del bianco · a2 torre del nero · g1 re del bianco | 7 |
| 6 | e5 pedone del nero · f5 re del nero · a4 pedone del bianco · c4 torre del bianco · e3 pedone del bianco · a2 torre del nero · g1 re del bianco | e5 pedone del nero · f5 re del nero · a4 pedone del bianco · c4 torre del bianco · e3 pedone del bianco · a2 torre del nero · g1 re del bianco | e5 pedone del nero · f5 re del nero · a4 pedone del bianco · c4 torre del bianco · e3 pedone del bianco · a2 torre del nero · g1 re del bianco | e5 pedone del nero · f5 re del nero · a4 pedone del bianco · c4 torre del bianco · e3 pedone del bianco · a2 torre del nero · g1 re del bianco | e5 pedone del nero · f5 re del nero · a4 pedone del bianco · c4 torre del bianco · e3 pedone del bianco · a2 torre del nero · g1 re del bianco | e5 pedone del nero · f5 re del nero · a4 pedone del bianco · c4 torre del bianco · e3 pedone del bianco · a2 torre del nero · g1 re del bianco | e5 pedone del nero · f5 re del nero · a4 pedone del bianco · c4 torre del bianco · e3 pedone del bianco · a2 torre del nero · g1 re del bianco | e5 pedone del nero · f5 re del nero · a4 pedone del bianco · c4 torre del bianco · e3 pedone del bianco · a2 torre del nero · g1 re del bianco | 6 |
| 5 | e5 pedone del nero · f5 re del nero · a4 pedone del bianco · c4 torre del bianco · e3 pedone del bianco · a2 torre del nero · g1 re del bianco | e5 pedone del nero · f5 re del nero · a4 pedone del bianco · c4 torre del bianco · e3 pedone del bianco · a2 torre del nero · g1 re del bianco | e5 pedone del nero · f5 re del nero · a4 pedone del bianco · c4 torre del bianco · e3 pedone del bianco · a2 torre del nero · g1 re del bianco | e5 pedone del nero · f5 re del nero · a4 pedone del bianco · c4 torre del bianco · e3 pedone del bianco · a2 torre del nero · g1 re del bianco | e5 pedone del nero · f5 re del nero · a4 pedone del bianco · c4 torre del bianco · e3 pedone del bianco · a2 torre del nero · g1 re del bianco | e5 pedone del nero · f5 re del nero · a4 pedone del bianco · c4 torre del bianco · e3 pedone del bianco · a2 torre del nero · g1 re del bianco | e5 pedone del nero · f5 re del nero · a4 pedone del bianco · c4 torre del bianco · e3 pedone del bianco · a2 torre del nero · g1 re del bianco | e5 pedone del nero · f5 re del nero · a4 pedone del bianco · c4 torre del bianco · e3 pedone del bianco · a2 torre del nero · g1 re del bianco | 5 |
| 4 | e5 pedone del nero · f5 re del nero · a4 pedone del bianco · c4 torre del bianco · e3 pedone del bianco · a2 torre del nero · g1 re del bianco | e5 pedone del nero · f5 re del nero · a4 pedone del bianco · c4 torre del bianco · e3 pedone del bianco · a2 torre del nero · g1 re del bianco | e5 pedone del nero · f5 re del nero · a4 pedone del bianco · c4 torre del bianco · e3 pedone del bianco · a2 torre del nero · g1 re del bianco | e5 pedone del nero · f5 re del nero · a4 pedone del bianco · c4 torre del bianco · e3 pedone del bianco · a2 torre del nero · g1 re del bianco | e5 pedone del nero · f5 re del nero · a4 pedone del bianco · c4 torre del bianco · e3 pedone del bianco · a2 torre del nero · g1 re del bianco | e5 pedone del nero · f5 re del nero · a4 pedone del bianco · c4 torre del bianco · e3 pedone del bianco · a2 torre del nero · g1 re del bianco | e5 pedone del nero · f5 re del nero · a4 pedone del bianco · c4 torre del bianco · e3 pedone del bianco · a2 torre del nero · g1 re del bianco | e5 pedone del nero · f5 re del nero · a4 pedone del bianco · c4 torre del bianco · e3 pedone del bianco · a2 torre del nero · g1 re del bianco | 4 |
| 3 | e5 pedone del nero · f5 re del nero · a4 pedone del bianco · c4 torre del bianco · e3 pedone del bianco · a2 torre del nero · g1 re del bianco | e5 pedone del nero · f5 re del nero · a4 pedone del bianco · c4 torre del bianco · e3 pedone del bianco · a2 torre del nero · g1 re del bianco | e5 pedone del nero · f5 re del nero · a4 pedone del bianco · c4 torre del bianco · e3 pedone del bianco · a2 torre del nero · g1 re del bianco | e5 pedone del nero · f5 re del nero · a4 pedone del bianco · c4 torre del bianco · e3 pedone del bianco · a2 torre del nero · g1 re del bianco | e5 pedone del nero · f5 re del nero · a4 pedone del bianco · c4 torre del bianco · e3 pedone del bianco · a2 torre del nero · g1 re del bianco | e5 pedone del nero · f5 re del nero · a4 pedone del bianco · c4 torre del bianco · e3 pedone del bianco · a2 torre del nero · g1 re del bianco | e5 pedone del nero · f5 re del nero · a4 pedone del bianco · c4 torre del bianco · e3 pedone del bianco · a2 torre del nero · g1 re del bianco | e5 pedone del nero · f5 re del nero · a4 pedone del bianco · c4 torre del bianco · e3 pedone del bianco · a2 torre del nero · g1 re del bianco | 3 |
| 2 | e5 pedone del nero · f5 re del nero · a4 pedone del bianco · c4 torre del bianco · e3 pedone del bianco · a2 torre del nero · g1 re del bianco | e5 pedone del nero · f5 re del nero · a4 pedone del bianco · c4 torre del bianco · e3 pedone del bianco · a2 torre del nero · g1 re del bianco | e5 pedone del nero · f5 re del nero · a4 pedone del bianco · c4 torre del bianco · e3 pedone del bianco · a2 torre del nero · g1 re del bianco | e5 pedone del nero · f5 re del nero · a4 pedone del bianco · c4 torre del bianco · e3 pedone del bianco · a2 torre del nero · g1 re del bianco | e5 pedone del nero · f5 re del nero · a4 pedone del bianco · c4 torre del bianco · e3 pedone del bianco · a2 torre del nero · g1 re del bianco | e5 pedone del nero · f5 re del nero · a4 pedone del bianco · c4 torre del bianco · e3 pedone del bianco · a2 torre del nero · g1 re del bianco | e5 pedone del nero · f5 re del nero · a4 pedone del bianco · c4 torre del bianco · e3 pedone del bianco · a2 torre del nero · g1 re del bianco | e5 pedone del nero · f5 re del nero · a4 pedone del bianco · c4 torre del bianco · e3 pedone del bianco · a2 torre del nero · g1 re del bianco | 2 |
| 1 | e5 pedone del nero · f5 re del nero · a4 pedone del bianco · c4 torre del bianco · e3 pedone del bianco · a2 torre del nero · g1 re del bianco | e5 pedone del nero · f5 re del nero · a4 pedone del bianco · c4 torre del bianco · e3 pedone del bianco · a2 torre del nero · g1 re del bianco | e5 pedone del nero · f5 re del nero · a4 pedone del bianco · c4 torre del bianco · e3 pedone del bianco · a2 torre del nero · g1 re del bianco | e5 pedone del nero · f5 re del nero · a4 pedone del bianco · c4 torre del bianco · e3 pedone del bianco · a2 torre del nero · g1 re del bianco | e5 pedone del nero · f5 re del nero · a4 pedone del bianco · c4 torre del bianco · e3 pedone del bianco · a2 torre del nero · g1 re del bianco | e5 pedone del nero · f5 re del nero · a4 pedone del bianco · c4 torre del bianco · e3 pedone del bianco · a2 torre del nero · g1 re del bianco | e5 pedone del nero · f5 re del nero · a4 pedone del bianco · c4 torre del bianco · e3 pedone del bianco · a2 torre del nero · g1 re del bianco | e5 pedone del nero · f5 re del nero · a4 pedone del bianco · c4 torre del bianco · e3 pedone del bianco · a2 torre del nero · g1 re del bianco | 1 |
|   | a | b | c | d | e | f | g | h |   |

ECO D34: difesa Tarrasch, classica, variante Carlsbad
1.d4 d5 2.c4 e6 3.Cf3 c5 4.cxd5 exd5 5.g3 Cc6 6.Ag2 Cf6 7.O-O Ae7 8.Cc3 O-O 9.Ag5 cxd4 10.Cxd4 h6 11.Af4 Ag4 12.h3 Ae6 13.Tc1 Te8 14.Cxe6 fxe6 15.e4 d4 16.e5 dxc3 17.exf6 Axf6 18.bxc3 Dxd1 19.Tfxd1 Tad8 20.Ae3 Txd1+ 21.Txd1 Axc3 22.Td7 Tb8 23.Axc6 bxc6 24.Txa7 Tb2 25.Ta6 Ad2 26.Txc6 Axe3 27.fxe3 Rf7 28.a4 Ta2 29.Tc4 Rf6 30.Rf1 g5 31.h4 h5 32.hxg5+ Rxg5 33.Re1 e5 34.Rf1 Rf5 35.Th4 Rg6 36.Te4 Rf5 37.Th4 Rg5 38.Rg1 Rg6 39.g4 hxg4 40.Txg4+ Rf5 41.Tc4 ½–½

### Partita 5, 13-10-2002: Deep Fritz - Kramnik 1-0
|   | a | b | c | d | e | f | g | h |   |
| 8 | g8 re del nero · e7 cavallo del bianco · f7 pedone del nero · b6 pedone del nero · g6 pedone del nero · h6 pedone del nero · e5 cavallo del nero · c4 donna del nero · e4 donna del bianco · e3 pedone del bianco · g3 pedone del bianco · h3 pedone del bianco · f2 pedone del bianco · g2 re del bianco | g8 re del nero · e7 cavallo del bianco · f7 pedone del nero · b6 pedone del nero · g6 pedone del nero · h6 pedone del nero · e5 cavallo del nero · c4 donna del nero · e4 donna del bianco · e3 pedone del bianco · g3 pedone del bianco · h3 pedone del bianco · f2 pedone del bianco · g2 re del bianco | g8 re del nero · e7 cavallo del bianco · f7 pedone del nero · b6 pedone del nero · g6 pedone del nero · h6 pedone del nero · e5 cavallo del nero · c4 donna del nero · e4 donna del bianco · e3 pedone del bianco · g3 pedone del bianco · h3 pedone del bianco · f2 pedone del bianco · g2 re del bianco | g8 re del nero · e7 cavallo del bianco · f7 pedone del nero · b6 pedone del nero · g6 pedone del nero · h6 pedone del nero · e5 cavallo del nero · c4 donna del nero · e4 donna del bianco · e3 pedone del bianco · g3 pedone del bianco · h3 pedone del bianco · f2 pedone del bianco · g2 re del bianco | g8 re del nero · e7 cavallo del bianco · f7 pedone del nero · b6 pedone del nero · g6 pedone del nero · h6 pedone del nero · e5 cavallo del nero · c4 donna del nero · e4 donna del bianco · e3 pedone del bianco · g3 pedone del bianco · h3 pedone del bianco · f2 pedone del bianco · g2 re del bianco | g8 re del nero · e7 cavallo del bianco · f7 pedone del nero · b6 pedone del nero · g6 pedone del nero · h6 pedone del nero · e5 cavallo del nero · c4 donna del nero · e4 donna del bianco · e3 pedone del bianco · g3 pedone del bianco · h3 pedone del bianco · f2 pedone del bianco · g2 re del bianco | g8 re del nero · e7 cavallo del bianco · f7 pedone del nero · b6 pedone del nero · g6 pedone del nero · h6 pedone del nero · e5 cavallo del nero · c4 donna del nero · e4 donna del bianco · e3 pedone del bianco · g3 pedone del bianco · h3 pedone del bianco · f2 pedone del bianco · g2 re del bianco | g8 re del nero · e7 cavallo del bianco · f7 pedone del nero · b6 pedone del nero · g6 pedone del nero · h6 pedone del nero · e5 cavallo del nero · c4 donna del nero · e4 donna del bianco · e3 pedone del bianco · g3 pedone del bianco · h3 pedone del bianco · f2 pedone del bianco · g2 re del bianco | 8 |
| 7 | g8 re del nero · e7 cavallo del bianco · f7 pedone del nero · b6 pedone del nero · g6 pedone del nero · h6 pedone del nero · e5 cavallo del nero · c4 donna del nero · e4 donna del bianco · e3 pedone del bianco · g3 pedone del bianco · h3 pedone del bianco · f2 pedone del bianco · g2 re del bianco | g8 re del nero · e7 cavallo del bianco · f7 pedone del nero · b6 pedone del nero · g6 pedone del nero · h6 pedone del nero · e5 cavallo del nero · c4 donna del nero · e4 donna del bianco · e3 pedone del bianco · g3 pedone del bianco · h3 pedone del bianco · f2 pedone del bianco · g2 re del bianco | g8 re del nero · e7 cavallo del bianco · f7 pedone del nero · b6 pedone del nero · g6 pedone del nero · h6 pedone del nero · e5 cavallo del nero · c4 donna del nero · e4 donna del bianco · e3 pedone del bianco · g3 pedone del bianco · h3 pedone del bianco · f2 pedone del bianco · g2 re del bianco | g8 re del nero · e7 cavallo del bianco · f7 pedone del nero · b6 pedone del nero · g6 pedone del nero · h6 pedone del nero · e5 cavallo del nero · c4 donna del nero · e4 donna del bianco · e3 pedone del bianco · g3 pedone del bianco · h3 pedone del bianco · f2 pedone del bianco · g2 re del bianco | g8 re del nero · e7 cavallo del bianco · f7 pedone del nero · b6 pedone del nero · g6 pedone del nero · h6 pedone del nero · e5 cavallo del nero · c4 donna del nero · e4 donna del bianco · e3 pedone del bianco · g3 pedone del bianco · h3 pedone del bianco · f2 pedone del bianco · g2 re del bianco | g8 re del nero · e7 cavallo del bianco · f7 pedone del nero · b6 pedone del nero · g6 pedone del nero · h6 pedone del nero · e5 cavallo del nero · c4 donna del nero · e4 donna del bianco · e3 pedone del bianco · g3 pedone del bianco · h3 pedone del bianco · f2 pedone del bianco · g2 re del bianco | g8 re del nero · e7 cavallo del bianco · f7 pedone del nero · b6 pedone del nero · g6 pedone del nero · h6 pedone del nero · e5 cavallo del nero · c4 donna del nero · e4 donna del bianco · e3 pedone del bianco · g3 pedone del bianco · h3 pedone del bianco · f2 pedone del bianco · g2 re del bianco | g8 re del nero · e7 cavallo del bianco · f7 pedone del nero · b6 pedone del nero · g6 pedone del nero · h6 pedone del nero · e5 cavallo del nero · c4 donna del nero · e4 donna del bianco · e3 pedone del bianco · g3 pedone del bianco · h3 pedone del bianco · f2 pedone del bianco · g2 re del bianco | 7 |
| 6 | g8 re del nero · e7 cavallo del bianco · f7 pedone del nero · b6 pedone del nero · g6 pedone del nero · h6 pedone del nero · e5 cavallo del nero · c4 donna del nero · e4 donna del bianco · e3 pedone del bianco · g3 pedone del bianco · h3 pedone del bianco · f2 pedone del bianco · g2 re del bianco | g8 re del nero · e7 cavallo del bianco · f7 pedone del nero · b6 pedone del nero · g6 pedone del nero · h6 pedone del nero · e5 cavallo del nero · c4 donna del nero · e4 donna del bianco · e3 pedone del bianco · g3 pedone del bianco · h3 pedone del bianco · f2 pedone del bianco · g2 re del bianco | g8 re del nero · e7 cavallo del bianco · f7 pedone del nero · b6 pedone del nero · g6 pedone del nero · h6 pedone del nero · e5 cavallo del nero · c4 donna del nero · e4 donna del bianco · e3 pedone del bianco · g3 pedone del bianco · h3 pedone del bianco · f2 pedone del bianco · g2 re del bianco | g8 re del nero · e7 cavallo del bianco · f7 pedone del nero · b6 pedone del nero · g6 pedone del nero · h6 pedone del nero · e5 cavallo del nero · c4 donna del nero · e4 donna del bianco · e3 pedone del bianco · g3 pedone del bianco · h3 pedone del bianco · f2 pedone del bianco · g2 re del bianco | g8 re del nero · e7 cavallo del bianco · f7 pedone del nero · b6 pedone del nero · g6 pedone del nero · h6 pedone del nero · e5 cavallo del nero · c4 donna del nero · e4 donna del bianco · e3 pedone del bianco · g3 pedone del bianco · h3 pedone del bianco · f2 pedone del bianco · g2 re del bianco | g8 re del nero · e7 cavallo del bianco · f7 pedone del nero · b6 pedone del nero · g6 pedone del nero · h6 pedone del nero · e5 cavallo del nero · c4 donna del nero · e4 donna del bianco · e3 pedone del bianco · g3 pedone del bianco · h3 pedone del bianco · f2 pedone del bianco · g2 re del bianco | g8 re del nero · e7 cavallo del bianco · f7 pedone del nero · b6 pedone del nero · g6 pedone del nero · h6 pedone del nero · e5 cavallo del nero · c4 donna del nero · e4 donna del bianco · e3 pedone del bianco · g3 pedone del bianco · h3 pedone del bianco · f2 pedone del bianco · g2 re del bianco | g8 re del nero · e7 cavallo del bianco · f7 pedone del nero · b6 pedone del nero · g6 pedone del nero · h6 pedone del nero · e5 cavallo del nero · c4 donna del nero · e4 donna del bianco · e3 pedone del bianco · g3 pedone del bianco · h3 pedone del bianco · f2 pedone del bianco · g2 re del bianco | 6 |
| 5 | g8 re del nero · e7 cavallo del bianco · f7 pedone del nero · b6 pedone del nero · g6 pedone del nero · h6 pedone del nero · e5 cavallo del nero · c4 donna del nero · e4 donna del bianco · e3 pedone del bianco · g3 pedone del bianco · h3 pedone del bianco · f2 pedone del bianco · g2 re del bianco | g8 re del nero · e7 cavallo del bianco · f7 pedone del nero · b6 pedone del nero · g6 pedone del nero · h6 pedone del nero · e5 cavallo del nero · c4 donna del nero · e4 donna del bianco · e3 pedone del bianco · g3 pedone del bianco · h3 pedone del bianco · f2 pedone del bianco · g2 re del bianco | g8 re del nero · e7 cavallo del bianco · f7 pedone del nero · b6 pedone del nero · g6 pedone del nero · h6 pedone del nero · e5 cavallo del nero · c4 donna del nero · e4 donna del bianco · e3 pedone del bianco · g3 pedone del bianco · h3 pedone del bianco · f2 pedone del bianco · g2 re del bianco | g8 re del nero · e7 cavallo del bianco · f7 pedone del nero · b6 pedone del nero · g6 pedone del nero · h6 pedone del nero · e5 cavallo del nero · c4 donna del nero · e4 donna del bianco · e3 pedone del bianco · g3 pedone del bianco · h3 pedone del bianco · f2 pedone del bianco · g2 re del bianco | g8 re del nero · e7 cavallo del bianco · f7 pedone del nero · b6 pedone del nero · g6 pedone del nero · h6 pedone del nero · e5 cavallo del nero · c4 donna del nero · e4 donna del bianco · e3 pedone del bianco · g3 pedone del bianco · h3 pedone del bianco · f2 pedone del bianco · g2 re del bianco | g8 re del nero · e7 cavallo del bianco · f7 pedone del nero · b6 pedone del nero · g6 pedone del nero · h6 pedone del nero · e5 cavallo del nero · c4 donna del nero · e4 donna del bianco · e3 pedone del bianco · g3 pedone del bianco · h3 pedone del bianco · f2 pedone del bianco · g2 re del bianco | g8 re del nero · e7 cavallo del bianco · f7 pedone del nero · b6 pedone del nero · g6 pedone del nero · h6 pedone del nero · e5 cavallo del nero · c4 donna del nero · e4 donna del bianco · e3 pedone del bianco · g3 pedone del bianco · h3 pedone del bianco · f2 pedone del bianco · g2 re del bianco | g8 re del nero · e7 cavallo del bianco · f7 pedone del nero · b6 pedone del nero · g6 pedone del nero · h6 pedone del nero · e5 cavallo del nero · c4 donna del nero · e4 donna del bianco · e3 pedone del bianco · g3 pedone del bianco · h3 pedone del bianco · f2 pedone del bianco · g2 re del bianco | 5 |
| 4 | g8 re del nero · e7 cavallo del bianco · f7 pedone del nero · b6 pedone del nero · g6 pedone del nero · h6 pedone del nero · e5 cavallo del nero · c4 donna del nero · e4 donna del bianco · e3 pedone del bianco · g3 pedone del bianco · h3 pedone del bianco · f2 pedone del bianco · g2 re del bianco | g8 re del nero · e7 cavallo del bianco · f7 pedone del nero · b6 pedone del nero · g6 pedone del nero · h6 pedone del nero · e5 cavallo del nero · c4 donna del nero · e4 donna del bianco · e3 pedone del bianco · g3 pedone del bianco · h3 pedone del bianco · f2 pedone del bianco · g2 re del bianco | g8 re del nero · e7 cavallo del bianco · f7 pedone del nero · b6 pedone del nero · g6 pedone del nero · h6 pedone del nero · e5 cavallo del nero · c4 donna del nero · e4 donna del bianco · e3 pedone del bianco · g3 pedone del bianco · h3 pedone del bianco · f2 pedone del bianco · g2 re del bianco | g8 re del nero · e7 cavallo del bianco · f7 pedone del nero · b6 pedone del nero · g6 pedone del nero · h6 pedone del nero · e5 cavallo del nero · c4 donna del nero · e4 donna del bianco · e3 pedone del bianco · g3 pedone del bianco · h3 pedone del bianco · f2 pedone del bianco · g2 re del bianco | g8 re del nero · e7 cavallo del bianco · f7 pedone del nero · b6 pedone del nero · g6 pedone del nero · h6 pedone del nero · e5 cavallo del nero · c4 donna del nero · e4 donna del bianco · e3 pedone del bianco · g3 pedone del bianco · h3 pedone del bianco · f2 pedone del bianco · g2 re del bianco | g8 re del nero · e7 cavallo del bianco · f7 pedone del nero · b6 pedone del nero · g6 pedone del nero · h6 pedone del nero · e5 cavallo del nero · c4 donna del nero · e4 donna del bianco · e3 pedone del bianco · g3 pedone del bianco · h3 pedone del bianco · f2 pedone del bianco · g2 re del bianco | g8 re del nero · e7 cavallo del bianco · f7 pedone del nero · b6 pedone del nero · g6 pedone del nero · h6 pedone del nero · e5 cavallo del nero · c4 donna del nero · e4 donna del bianco · e3 pedone del bianco · g3 pedone del bianco · h3 pedone del bianco · f2 pedone del bianco · g2 re del bianco | g8 re del nero · e7 cavallo del bianco · f7 pedone del nero · b6 pedone del nero · g6 pedone del nero · h6 pedone del nero · e5 cavallo del nero · c4 donna del nero · e4 donna del bianco · e3 pedone del bianco · g3 pedone del bianco · h3 pedone del bianco · f2 pedone del bianco · g2 re del bianco | 4 |
| 3 | g8 re del nero · e7 cavallo del bianco · f7 pedone del nero · b6 pedone del nero · g6 pedone del nero · h6 pedone del nero · e5 cavallo del nero · c4 donna del nero · e4 donna del bianco · e3 pedone del bianco · g3 pedone del bianco · h3 pedone del bianco · f2 pedone del bianco · g2 re del bianco | g8 re del nero · e7 cavallo del bianco · f7 pedone del nero · b6 pedone del nero · g6 pedone del nero · h6 pedone del nero · e5 cavallo del nero · c4 donna del nero · e4 donna del bianco · e3 pedone del bianco · g3 pedone del bianco · h3 pedone del bianco · f2 pedone del bianco · g2 re del bianco | g8 re del nero · e7 cavallo del bianco · f7 pedone del nero · b6 pedone del nero · g6 pedone del nero · h6 pedone del nero · e5 cavallo del nero · c4 donna del nero · e4 donna del bianco · e3 pedone del bianco · g3 pedone del bianco · h3 pedone del bianco · f2 pedone del bianco · g2 re del bianco | g8 re del nero · e7 cavallo del bianco · f7 pedone del nero · b6 pedone del nero · g6 pedone del nero · h6 pedone del nero · e5 cavallo del nero · c4 donna del nero · e4 donna del bianco · e3 pedone del bianco · g3 pedone del bianco · h3 pedone del bianco · f2 pedone del bianco · g2 re del bianco | g8 re del nero · e7 cavallo del bianco · f7 pedone del nero · b6 pedone del nero · g6 pedone del nero · h6 pedone del nero · e5 cavallo del nero · c4 donna del nero · e4 donna del bianco · e3 pedone del bianco · g3 pedone del bianco · h3 pedone del bianco · f2 pedone del bianco · g2 re del bianco | g8 re del nero · e7 cavallo del bianco · f7 pedone del nero · b6 pedone del nero · g6 pedone del nero · h6 pedone del nero · e5 cavallo del nero · c4 donna del nero · e4 donna del bianco · e3 pedone del bianco · g3 pedone del bianco · h3 pedone del bianco · f2 pedone del bianco · g2 re del bianco | g8 re del nero · e7 cavallo del bianco · f7 pedone del nero · b6 pedone del nero · g6 pedone del nero · h6 pedone del nero · e5 cavallo del nero · c4 donna del nero · e4 donna del bianco · e3 pedone del bianco · g3 pedone del bianco · h3 pedone del bianco · f2 pedone del bianco · g2 re del bianco | g8 re del nero · e7 cavallo del bianco · f7 pedone del nero · b6 pedone del nero · g6 pedone del nero · h6 pedone del nero · e5 cavallo del nero · c4 donna del nero · e4 donna del bianco · e3 pedone del bianco · g3 pedone del bianco · h3 pedone del bianco · f2 pedone del bianco · g2 re del bianco | 3 |
| 2 | g8 re del nero · e7 cavallo del bianco · f7 pedone del nero · b6 pedone del nero · g6 pedone del nero · h6 pedone del nero · e5 cavallo del nero · c4 donna del nero · e4 donna del bianco · e3 pedone del bianco · g3 pedone del bianco · h3 pedone del bianco · f2 pedone del bianco · g2 re del bianco | g8 re del nero · e7 cavallo del bianco · f7 pedone del nero · b6 pedone del nero · g6 pedone del nero · h6 pedone del nero · e5 cavallo del nero · c4 donna del nero · e4 donna del bianco · e3 pedone del bianco · g3 pedone del bianco · h3 pedone del bianco · f2 pedone del bianco · g2 re del bianco | g8 re del nero · e7 cavallo del bianco · f7 pedone del nero · b6 pedone del nero · g6 pedone del nero · h6 pedone del nero · e5 cavallo del nero · c4 donna del nero · e4 donna del bianco · e3 pedone del bianco · g3 pedone del bianco · h3 pedone del bianco · f2 pedone del bianco · g2 re del bianco | g8 re del nero · e7 cavallo del bianco · f7 pedone del nero · b6 pedone del nero · g6 pedone del nero · h6 pedone del nero · e5 cavallo del nero · c4 donna del nero · e4 donna del bianco · e3 pedone del bianco · g3 pedone del bianco · h3 pedone del bianco · f2 pedone del bianco · g2 re del bianco | g8 re del nero · e7 cavallo del bianco · f7 pedone del nero · b6 pedone del nero · g6 pedone del nero · h6 pedone del nero · e5 cavallo del nero · c4 donna del nero · e4 donna del bianco · e3 pedone del bianco · g3 pedone del bianco · h3 pedone del bianco · f2 pedone del bianco · g2 re del bianco | g8 re del nero · e7 cavallo del bianco · f7 pedone del nero · b6 pedone del nero · g6 pedone del nero · h6 pedone del nero · e5 cavallo del nero · c4 donna del nero · e4 donna del bianco · e3 pedone del bianco · g3 pedone del bianco · h3 pedone del bianco · f2 pedone del bianco · g2 re del bianco | g8 re del nero · e7 cavallo del bianco · f7 pedone del nero · b6 pedone del nero · g6 pedone del nero · h6 pedone del nero · e5 cavallo del nero · c4 donna del nero · e4 donna del bianco · e3 pedone del bianco · g3 pedone del bianco · h3 pedone del bianco · f2 pedone del bianco · g2 re del bianco | g8 re del nero · e7 cavallo del bianco · f7 pedone del nero · b6 pedone del nero · g6 pedone del nero · h6 pedone del nero · e5 cavallo del nero · c4 donna del nero · e4 donna del bianco · e3 pedone del bianco · g3 pedone del bianco · h3 pedone del bianco · f2 pedone del bianco · g2 re del bianco | 2 |
| 1 | g8 re del nero · e7 cavallo del bianco · f7 pedone del nero · b6 pedone del nero · g6 pedone del nero · h6 pedone del nero · e5 cavallo del nero · c4 donna del nero · e4 donna del bianco · e3 pedone del bianco · g3 pedone del bianco · h3 pedone del bianco · f2 pedone del bianco · g2 re del bianco | g8 re del nero · e7 cavallo del bianco · f7 pedone del nero · b6 pedone del nero · g6 pedone del nero · h6 pedone del nero · e5 cavallo del nero · c4 donna del nero · e4 donna del bianco · e3 pedone del bianco · g3 pedone del bianco · h3 pedone del bianco · f2 pedone del bianco · g2 re del bianco | g8 re del nero · e7 cavallo del bianco · f7 pedone del nero · b6 pedone del nero · g6 pedone del nero · h6 pedone del nero · e5 cavallo del nero · c4 donna del nero · e4 donna del bianco · e3 pedone del bianco · g3 pedone del bianco · h3 pedone del bianco · f2 pedone del bianco · g2 re del bianco | g8 re del nero · e7 cavallo del bianco · f7 pedone del nero · b6 pedone del nero · g6 pedone del nero · h6 pedone del nero · e5 cavallo del nero · c4 donna del nero · e4 donna del bianco · e3 pedone del bianco · g3 pedone del bianco · h3 pedone del bianco · f2 pedone del bianco · g2 re del bianco | g8 re del nero · e7 cavallo del bianco · f7 pedone del nero · b6 pedone del nero · g6 pedone del nero · h6 pedone del nero · e5 cavallo del nero · c4 donna del nero · e4 donna del bianco · e3 pedone del bianco · g3 pedone del bianco · h3 pedone del bianco · f2 pedone del bianco · g2 re del bianco | g8 re del nero · e7 cavallo del bianco · f7 pedone del nero · b6 pedone del nero · g6 pedone del nero · h6 pedone del nero · e5 cavallo del nero · c4 donna del nero · e4 donna del bianco · e3 pedone del bianco · g3 pedone del bianco · h3 pedone del bianco · f2 pedone del bianco · g2 re del bianco | g8 re del nero · e7 cavallo del bianco · f7 pedone del nero · b6 pedone del nero · g6 pedone del nero · h6 pedone del nero · e5 cavallo del nero · c4 donna del nero · e4 donna del bianco · e3 pedone del bianco · g3 pedone del bianco · h3 pedone del bianco · f2 pedone del bianco · g2 re del bianco | g8 re del nero · e7 cavallo del bianco · f7 pedone del nero · b6 pedone del nero · g6 pedone del nero · h6 pedone del nero · e5 cavallo del nero · c4 donna del nero · e4 donna del bianco · e3 pedone del bianco · g3 pedone del bianco · h3 pedone del bianco · f2 pedone del bianco · g2 re del bianco | 1 |
|   | a | b | c | d | e | f | g | h |   |

ECO D57: gambetto di donna rifiutato (difesa Lasker, linea principale)
1.d4 Cf6 2.c4 e6 3.Cf3 d5 4.Cc3 Ae7 5.Ag5 h6 6.Ah4 O-O 7.e3 Ce4 8.Axe7 Dxe7 9.cxd5 Cxc3 10.bxc3 exd5 11.Db3 Td8 12.c4 dxc4 13.Axc4 Cc6 14.Ae2 b6 15.O-O Ab7 16.Tfc1 Tac8 17.Da4 Ca5 18.Tc3 c5 19.Tac1 cxd4 20.Cxd4 Txc3 21.Txc3 Tc8 22.Txc8+ Axc8 23.h3 g6 24.Af3 Ad7 25.Dc2 Dc5 26.De4 Dc1+ 27.Rh2 Dc7+ 28.g3 Cc4 29.Ae2 Ce5 30.Ab5 Axb5 31.Cxb5 Dc5 32.Cxa7 Da5 33.Rg2 Dxa2 34.Cc8 Dc4 35.Ce7+ 1-0

### Partita 6, 15-10-2002: Kramnik - Deep Fritz 0-1
|   | a | b | c | d | e | f | g | h |   |
| 8 | c8 torre del nero · g7 re del nero · h7 pedone del nero · a6 alfiere del nero · b6 pedone del nero · d5 cavallo del nero · b3 pedone del nero · g3 pedone del bianco · f2 pedone del bianco · a1 torre del bianco · e1 torre del bianco · g1 re del bianco | c8 torre del nero · g7 re del nero · h7 pedone del nero · a6 alfiere del nero · b6 pedone del nero · d5 cavallo del nero · b3 pedone del nero · g3 pedone del bianco · f2 pedone del bianco · a1 torre del bianco · e1 torre del bianco · g1 re del bianco | c8 torre del nero · g7 re del nero · h7 pedone del nero · a6 alfiere del nero · b6 pedone del nero · d5 cavallo del nero · b3 pedone del nero · g3 pedone del bianco · f2 pedone del bianco · a1 torre del bianco · e1 torre del bianco · g1 re del bianco | c8 torre del nero · g7 re del nero · h7 pedone del nero · a6 alfiere del nero · b6 pedone del nero · d5 cavallo del nero · b3 pedone del nero · g3 pedone del bianco · f2 pedone del bianco · a1 torre del bianco · e1 torre del bianco · g1 re del bianco | c8 torre del nero · g7 re del nero · h7 pedone del nero · a6 alfiere del nero · b6 pedone del nero · d5 cavallo del nero · b3 pedone del nero · g3 pedone del bianco · f2 pedone del bianco · a1 torre del bianco · e1 torre del bianco · g1 re del bianco | c8 torre del nero · g7 re del nero · h7 pedone del nero · a6 alfiere del nero · b6 pedone del nero · d5 cavallo del nero · b3 pedone del nero · g3 pedone del bianco · f2 pedone del bianco · a1 torre del bianco · e1 torre del bianco · g1 re del bianco | c8 torre del nero · g7 re del nero · h7 pedone del nero · a6 alfiere del nero · b6 pedone del nero · d5 cavallo del nero · b3 pedone del nero · g3 pedone del bianco · f2 pedone del bianco · a1 torre del bianco · e1 torre del bianco · g1 re del bianco | c8 torre del nero · g7 re del nero · h7 pedone del nero · a6 alfiere del nero · b6 pedone del nero · d5 cavallo del nero · b3 pedone del nero · g3 pedone del bianco · f2 pedone del bianco · a1 torre del bianco · e1 torre del bianco · g1 re del bianco | 8 |
| 7 | c8 torre del nero · g7 re del nero · h7 pedone del nero · a6 alfiere del nero · b6 pedone del nero · d5 cavallo del nero · b3 pedone del nero · g3 pedone del bianco · f2 pedone del bianco · a1 torre del bianco · e1 torre del bianco · g1 re del bianco | c8 torre del nero · g7 re del nero · h7 pedone del nero · a6 alfiere del nero · b6 pedone del nero · d5 cavallo del nero · b3 pedone del nero · g3 pedone del bianco · f2 pedone del bianco · a1 torre del bianco · e1 torre del bianco · g1 re del bianco | c8 torre del nero · g7 re del nero · h7 pedone del nero · a6 alfiere del nero · b6 pedone del nero · d5 cavallo del nero · b3 pedone del nero · g3 pedone del bianco · f2 pedone del bianco · a1 torre del bianco · e1 torre del bianco · g1 re del bianco | c8 torre del nero · g7 re del nero · h7 pedone del nero · a6 alfiere del nero · b6 pedone del nero · d5 cavallo del nero · b3 pedone del nero · g3 pedone del bianco · f2 pedone del bianco · a1 torre del bianco · e1 torre del bianco · g1 re del bianco | c8 torre del nero · g7 re del nero · h7 pedone del nero · a6 alfiere del nero · b6 pedone del nero · d5 cavallo del nero · b3 pedone del nero · g3 pedone del bianco · f2 pedone del bianco · a1 torre del bianco · e1 torre del bianco · g1 re del bianco | c8 torre del nero · g7 re del nero · h7 pedone del nero · a6 alfiere del nero · b6 pedone del nero · d5 cavallo del nero · b3 pedone del nero · g3 pedone del bianco · f2 pedone del bianco · a1 torre del bianco · e1 torre del bianco · g1 re del bianco | c8 torre del nero · g7 re del nero · h7 pedone del nero · a6 alfiere del nero · b6 pedone del nero · d5 cavallo del nero · b3 pedone del nero · g3 pedone del bianco · f2 pedone del bianco · a1 torre del bianco · e1 torre del bianco · g1 re del bianco | c8 torre del nero · g7 re del nero · h7 pedone del nero · a6 alfiere del nero · b6 pedone del nero · d5 cavallo del nero · b3 pedone del nero · g3 pedone del bianco · f2 pedone del bianco · a1 torre del bianco · e1 torre del bianco · g1 re del bianco | 7 |
| 6 | c8 torre del nero · g7 re del nero · h7 pedone del nero · a6 alfiere del nero · b6 pedone del nero · d5 cavallo del nero · b3 pedone del nero · g3 pedone del bianco · f2 pedone del bianco · a1 torre del bianco · e1 torre del bianco · g1 re del bianco | c8 torre del nero · g7 re del nero · h7 pedone del nero · a6 alfiere del nero · b6 pedone del nero · d5 cavallo del nero · b3 pedone del nero · g3 pedone del bianco · f2 pedone del bianco · a1 torre del bianco · e1 torre del bianco · g1 re del bianco | c8 torre del nero · g7 re del nero · h7 pedone del nero · a6 alfiere del nero · b6 pedone del nero · d5 cavallo del nero · b3 pedone del nero · g3 pedone del bianco · f2 pedone del bianco · a1 torre del bianco · e1 torre del bianco · g1 re del bianco | c8 torre del nero · g7 re del nero · h7 pedone del nero · a6 alfiere del nero · b6 pedone del nero · d5 cavallo del nero · b3 pedone del nero · g3 pedone del bianco · f2 pedone del bianco · a1 torre del bianco · e1 torre del bianco · g1 re del bianco | c8 torre del nero · g7 re del nero · h7 pedone del nero · a6 alfiere del nero · b6 pedone del nero · d5 cavallo del nero · b3 pedone del nero · g3 pedone del bianco · f2 pedone del bianco · a1 torre del bianco · e1 torre del bianco · g1 re del bianco | c8 torre del nero · g7 re del nero · h7 pedone del nero · a6 alfiere del nero · b6 pedone del nero · d5 cavallo del nero · b3 pedone del nero · g3 pedone del bianco · f2 pedone del bianco · a1 torre del bianco · e1 torre del bianco · g1 re del bianco | c8 torre del nero · g7 re del nero · h7 pedone del nero · a6 alfiere del nero · b6 pedone del nero · d5 cavallo del nero · b3 pedone del nero · g3 pedone del bianco · f2 pedone del bianco · a1 torre del bianco · e1 torre del bianco · g1 re del bianco | c8 torre del nero · g7 re del nero · h7 pedone del nero · a6 alfiere del nero · b6 pedone del nero · d5 cavallo del nero · b3 pedone del nero · g3 pedone del bianco · f2 pedone del bianco · a1 torre del bianco · e1 torre del bianco · g1 re del bianco | 6 |
| 5 | c8 torre del nero · g7 re del nero · h7 pedone del nero · a6 alfiere del nero · b6 pedone del nero · d5 cavallo del nero · b3 pedone del nero · g3 pedone del bianco · f2 pedone del bianco · a1 torre del bianco · e1 torre del bianco · g1 re del bianco | c8 torre del nero · g7 re del nero · h7 pedone del nero · a6 alfiere del nero · b6 pedone del nero · d5 cavallo del nero · b3 pedone del nero · g3 pedone del bianco · f2 pedone del bianco · a1 torre del bianco · e1 torre del bianco · g1 re del bianco | c8 torre del nero · g7 re del nero · h7 pedone del nero · a6 alfiere del nero · b6 pedone del nero · d5 cavallo del nero · b3 pedone del nero · g3 pedone del bianco · f2 pedone del bianco · a1 torre del bianco · e1 torre del bianco · g1 re del bianco | c8 torre del nero · g7 re del nero · h7 pedone del nero · a6 alfiere del nero · b6 pedone del nero · d5 cavallo del nero · b3 pedone del nero · g3 pedone del bianco · f2 pedone del bianco · a1 torre del bianco · e1 torre del bianco · g1 re del bianco | c8 torre del nero · g7 re del nero · h7 pedone del nero · a6 alfiere del nero · b6 pedone del nero · d5 cavallo del nero · b3 pedone del nero · g3 pedone del bianco · f2 pedone del bianco · a1 torre del bianco · e1 torre del bianco · g1 re del bianco | c8 torre del nero · g7 re del nero · h7 pedone del nero · a6 alfiere del nero · b6 pedone del nero · d5 cavallo del nero · b3 pedone del nero · g3 pedone del bianco · f2 pedone del bianco · a1 torre del bianco · e1 torre del bianco · g1 re del bianco | c8 torre del nero · g7 re del nero · h7 pedone del nero · a6 alfiere del nero · b6 pedone del nero · d5 cavallo del nero · b3 pedone del nero · g3 pedone del bianco · f2 pedone del bianco · a1 torre del bianco · e1 torre del bianco · g1 re del bianco | c8 torre del nero · g7 re del nero · h7 pedone del nero · a6 alfiere del nero · b6 pedone del nero · d5 cavallo del nero · b3 pedone del nero · g3 pedone del bianco · f2 pedone del bianco · a1 torre del bianco · e1 torre del bianco · g1 re del bianco | 5 |
| 4 | c8 torre del nero · g7 re del nero · h7 pedone del nero · a6 alfiere del nero · b6 pedone del nero · d5 cavallo del nero · b3 pedone del nero · g3 pedone del bianco · f2 pedone del bianco · a1 torre del bianco · e1 torre del bianco · g1 re del bianco | c8 torre del nero · g7 re del nero · h7 pedone del nero · a6 alfiere del nero · b6 pedone del nero · d5 cavallo del nero · b3 pedone del nero · g3 pedone del bianco · f2 pedone del bianco · a1 torre del bianco · e1 torre del bianco · g1 re del bianco | c8 torre del nero · g7 re del nero · h7 pedone del nero · a6 alfiere del nero · b6 pedone del nero · d5 cavallo del nero · b3 pedone del nero · g3 pedone del bianco · f2 pedone del bianco · a1 torre del bianco · e1 torre del bianco · g1 re del bianco | c8 torre del nero · g7 re del nero · h7 pedone del nero · a6 alfiere del nero · b6 pedone del nero · d5 cavallo del nero · b3 pedone del nero · g3 pedone del bianco · f2 pedone del bianco · a1 torre del bianco · e1 torre del bianco · g1 re del bianco | c8 torre del nero · g7 re del nero · h7 pedone del nero · a6 alfiere del nero · b6 pedone del nero · d5 cavallo del nero · b3 pedone del nero · g3 pedone del bianco · f2 pedone del bianco · a1 torre del bianco · e1 torre del bianco · g1 re del bianco | c8 torre del nero · g7 re del nero · h7 pedone del nero · a6 alfiere del nero · b6 pedone del nero · d5 cavallo del nero · b3 pedone del nero · g3 pedone del bianco · f2 pedone del bianco · a1 torre del bianco · e1 torre del bianco · g1 re del bianco | c8 torre del nero · g7 re del nero · h7 pedone del nero · a6 alfiere del nero · b6 pedone del nero · d5 cavallo del nero · b3 pedone del nero · g3 pedone del bianco · f2 pedone del bianco · a1 torre del bianco · e1 torre del bianco · g1 re del bianco | c8 torre del nero · g7 re del nero · h7 pedone del nero · a6 alfiere del nero · b6 pedone del nero · d5 cavallo del nero · b3 pedone del nero · g3 pedone del bianco · f2 pedone del bianco · a1 torre del bianco · e1 torre del bianco · g1 re del bianco | 4 |
| 3 | c8 torre del nero · g7 re del nero · h7 pedone del nero · a6 alfiere del nero · b6 pedone del nero · d5 cavallo del nero · b3 pedone del nero · g3 pedone del bianco · f2 pedone del bianco · a1 torre del bianco · e1 torre del bianco · g1 re del bianco | c8 torre del nero · g7 re del nero · h7 pedone del nero · a6 alfiere del nero · b6 pedone del nero · d5 cavallo del nero · b3 pedone del nero · g3 pedone del bianco · f2 pedone del bianco · a1 torre del bianco · e1 torre del bianco · g1 re del bianco | c8 torre del nero · g7 re del nero · h7 pedone del nero · a6 alfiere del nero · b6 pedone del nero · d5 cavallo del nero · b3 pedone del nero · g3 pedone del bianco · f2 pedone del bianco · a1 torre del bianco · e1 torre del bianco · g1 re del bianco | c8 torre del nero · g7 re del nero · h7 pedone del nero · a6 alfiere del nero · b6 pedone del nero · d5 cavallo del nero · b3 pedone del nero · g3 pedone del bianco · f2 pedone del bianco · a1 torre del bianco · e1 torre del bianco · g1 re del bianco | c8 torre del nero · g7 re del nero · h7 pedone del nero · a6 alfiere del nero · b6 pedone del nero · d5 cavallo del nero · b3 pedone del nero · g3 pedone del bianco · f2 pedone del bianco · a1 torre del bianco · e1 torre del bianco · g1 re del bianco | c8 torre del nero · g7 re del nero · h7 pedone del nero · a6 alfiere del nero · b6 pedone del nero · d5 cavallo del nero · b3 pedone del nero · g3 pedone del bianco · f2 pedone del bianco · a1 torre del bianco · e1 torre del bianco · g1 re del bianco | c8 torre del nero · g7 re del nero · h7 pedone del nero · a6 alfiere del nero · b6 pedone del nero · d5 cavallo del nero · b3 pedone del nero · g3 pedone del bianco · f2 pedone del bianco · a1 torre del bianco · e1 torre del bianco · g1 re del bianco | c8 torre del nero · g7 re del nero · h7 pedone del nero · a6 alfiere del nero · b6 pedone del nero · d5 cavallo del nero · b3 pedone del nero · g3 pedone del bianco · f2 pedone del bianco · a1 torre del bianco · e1 torre del bianco · g1 re del bianco | 3 |
| 2 | c8 torre del nero · g7 re del nero · h7 pedone del nero · a6 alfiere del nero · b6 pedone del nero · d5 cavallo del nero · b3 pedone del nero · g3 pedone del bianco · f2 pedone del bianco · a1 torre del bianco · e1 torre del bianco · g1 re del bianco | c8 torre del nero · g7 re del nero · h7 pedone del nero · a6 alfiere del nero · b6 pedone del nero · d5 cavallo del nero · b3 pedone del nero · g3 pedone del bianco · f2 pedone del bianco · a1 torre del bianco · e1 torre del bianco · g1 re del bianco | c8 torre del nero · g7 re del nero · h7 pedone del nero · a6 alfiere del nero · b6 pedone del nero · d5 cavallo del nero · b3 pedone del nero · g3 pedone del bianco · f2 pedone del bianco · a1 torre del bianco · e1 torre del bianco · g1 re del bianco | c8 torre del nero · g7 re del nero · h7 pedone del nero · a6 alfiere del nero · b6 pedone del nero · d5 cavallo del nero · b3 pedone del nero · g3 pedone del bianco · f2 pedone del bianco · a1 torre del bianco · e1 torre del bianco · g1 re del bianco | c8 torre del nero · g7 re del nero · h7 pedone del nero · a6 alfiere del nero · b6 pedone del nero · d5 cavallo del nero · b3 pedone del nero · g3 pedone del bianco · f2 pedone del bianco · a1 torre del bianco · e1 torre del bianco · g1 re del bianco | c8 torre del nero · g7 re del nero · h7 pedone del nero · a6 alfiere del nero · b6 pedone del nero · d5 cavallo del nero · b3 pedone del nero · g3 pedone del bianco · f2 pedone del bianco · a1 torre del bianco · e1 torre del bianco · g1 re del bianco | c8 torre del nero · g7 re del nero · h7 pedone del nero · a6 alfiere del nero · b6 pedone del nero · d5 cavallo del nero · b3 pedone del nero · g3 pedone del bianco · f2 pedone del bianco · a1 torre del bianco · e1 torre del bianco · g1 re del bianco | c8 torre del nero · g7 re del nero · h7 pedone del nero · a6 alfiere del nero · b6 pedone del nero · d5 cavallo del nero · b3 pedone del nero · g3 pedone del bianco · f2 pedone del bianco · a1 torre del bianco · e1 torre del bianco · g1 re del bianco | 2 |
| 1 | c8 torre del nero · g7 re del nero · h7 pedone del nero · a6 alfiere del nero · b6 pedone del nero · d5 cavallo del nero · b3 pedone del nero · g3 pedone del bianco · f2 pedone del bianco · a1 torre del bianco · e1 torre del bianco · g1 re del bianco | c8 torre del nero · g7 re del nero · h7 pedone del nero · a6 alfiere del nero · b6 pedone del nero · d5 cavallo del nero · b3 pedone del nero · g3 pedone del bianco · f2 pedone del bianco · a1 torre del bianco · e1 torre del bianco · g1 re del bianco | c8 torre del nero · g7 re del nero · h7 pedone del nero · a6 alfiere del nero · b6 pedone del nero · d5 cavallo del nero · b3 pedone del nero · g3 pedone del bianco · f2 pedone del bianco · a1 torre del bianco · e1 torre del bianco · g1 re del bianco | c8 torre del nero · g7 re del nero · h7 pedone del nero · a6 alfiere del nero · b6 pedone del nero · d5 cavallo del nero · b3 pedone del nero · g3 pedone del bianco · f2 pedone del bianco · a1 torre del bianco · e1 torre del bianco · g1 re del bianco | c8 torre del nero · g7 re del nero · h7 pedone del nero · a6 alfiere del nero · b6 pedone del nero · d5 cavallo del nero · b3 pedone del nero · g3 pedone del bianco · f2 pedone del bianco · a1 torre del bianco · e1 torre del bianco · g1 re del bianco | c8 torre del nero · g7 re del nero · h7 pedone del nero · a6 alfiere del nero · b6 pedone del nero · d5 cavallo del nero · b3 pedone del nero · g3 pedone del bianco · f2 pedone del bianco · a1 torre del bianco · e1 torre del bianco · g1 re del bianco | c8 torre del nero · g7 re del nero · h7 pedone del nero · a6 alfiere del nero · b6 pedone del nero · d5 cavallo del nero · b3 pedone del nero · g3 pedone del bianco · f2 pedone del bianco · a1 torre del bianco · e1 torre del bianco · g1 re del bianco | c8 torre del nero · g7 re del nero · h7 pedone del nero · a6 alfiere del nero · b6 pedone del nero · d5 cavallo del nero · b3 pedone del nero · g3 pedone del bianco · f2 pedone del bianco · a1 torre del bianco · e1 torre del bianco · g1 re del bianco | 1 |
|   | a | b | c | d | e | f | g | h |   |

ECO E15: difesa ovest-indiana
1.d4 Cf6 2.c4 e6 3.Cf3 b6 4.g3 Aa6 5.b3 Ab4+ 6.Ad2 Ae7 7.Ag2 c6 8.Ac3 d5 9.Ce5 Cfd7 10.Cxd7 Cxd7 11. Cd2 O-O 12.O-O Tc8 13.a4 Af6 14.e4 c5 15.exd5 cxd4 16.Ab4 Te8 17.Ce4 exd5 18.Cd6 dxc4 19.Cxf7 Rxf7 20. Ad5+ Rg6 21.Dg4+ Ag5 22.Ae4+ Txe4 23. Dxe4+ Rh6 24.h4 Af6 25.Ad2+ g5 26.hxg5+ Axg5 27.Dh4+ Rg6 28.De4+ Rg7 29.Axg5 Dxg5 30.Tfe1 cxb3 31.Dxd4+ Cf6 32.a5 Dd5 33.Dxd5 Cxd5 34.axb6 axb6 0-1

### Partita 7, 17-10-2002: Deep Fritz - Kramnik ½–½
|   | a | b | c | d | e | f | g | h |   |
| 8 | d8 donna del nero · e8 torre del nero · f8 torre del nero · g8 re del nero · f7 pedone del nero · h7 pedone del nero · a6 alfiere del nero · b6 pedone del nero · d6 pedone del nero · g6 pedone del nero · h6 alfiere del nero · a5 pedone del nero · d5 pedone del bianco · e5 pedone del nero · a4 pedone del bianco · c4 pedone del bianco · d4 pedone del nero · e4 pedone del bianco · f4 pedone del bianco · b3 pedone del bianco · d3 donna del bianco · g3 pedone del bianco · h3 alfiere del bianco · d2 cavallo del bianco · e2 torre del bianco · h2 pedone del bianco · f1 torre del bianco · g1 re del bianco | d8 donna del nero · e8 torre del nero · f8 torre del nero · g8 re del nero · f7 pedone del nero · h7 pedone del nero · a6 alfiere del nero · b6 pedone del nero · d6 pedone del nero · g6 pedone del nero · h6 alfiere del nero · a5 pedone del nero · d5 pedone del bianco · e5 pedone del nero · a4 pedone del bianco · c4 pedone del bianco · d4 pedone del nero · e4 pedone del bianco · f4 pedone del bianco · b3 pedone del bianco · d3 donna del bianco · g3 pedone del bianco · h3 alfiere del bianco · d2 cavallo del bianco · e2 torre del bianco · h2 pedone del bianco · f1 torre del bianco · g1 re del bianco | d8 donna del nero · e8 torre del nero · f8 torre del nero · g8 re del nero · f7 pedone del nero · h7 pedone del nero · a6 alfiere del nero · b6 pedone del nero · d6 pedone del nero · g6 pedone del nero · h6 alfiere del nero · a5 pedone del nero · d5 pedone del bianco · e5 pedone del nero · a4 pedone del bianco · c4 pedone del bianco · d4 pedone del nero · e4 pedone del bianco · f4 pedone del bianco · b3 pedone del bianco · d3 donna del bianco · g3 pedone del bianco · h3 alfiere del bianco · d2 cavallo del bianco · e2 torre del bianco · h2 pedone del bianco · f1 torre del bianco · g1 re del bianco | d8 donna del nero · e8 torre del nero · f8 torre del nero · g8 re del nero · f7 pedone del nero · h7 pedone del nero · a6 alfiere del nero · b6 pedone del nero · d6 pedone del nero · g6 pedone del nero · h6 alfiere del nero · a5 pedone del nero · d5 pedone del bianco · e5 pedone del nero · a4 pedone del bianco · c4 pedone del bianco · d4 pedone del nero · e4 pedone del bianco · f4 pedone del bianco · b3 pedone del bianco · d3 donna del bianco · g3 pedone del bianco · h3 alfiere del bianco · d2 cavallo del bianco · e2 torre del bianco · h2 pedone del bianco · f1 torre del bianco · g1 re del bianco | d8 donna del nero · e8 torre del nero · f8 torre del nero · g8 re del nero · f7 pedone del nero · h7 pedone del nero · a6 alfiere del nero · b6 pedone del nero · d6 pedone del nero · g6 pedone del nero · h6 alfiere del nero · a5 pedone del nero · d5 pedone del bianco · e5 pedone del nero · a4 pedone del bianco · c4 pedone del bianco · d4 pedone del nero · e4 pedone del bianco · f4 pedone del bianco · b3 pedone del bianco · d3 donna del bianco · g3 pedone del bianco · h3 alfiere del bianco · d2 cavallo del bianco · e2 torre del bianco · h2 pedone del bianco · f1 torre del bianco · g1 re del bianco | d8 donna del nero · e8 torre del nero · f8 torre del nero · g8 re del nero · f7 pedone del nero · h7 pedone del nero · a6 alfiere del nero · b6 pedone del nero · d6 pedone del nero · g6 pedone del nero · h6 alfiere del nero · a5 pedone del nero · d5 pedone del bianco · e5 pedone del nero · a4 pedone del bianco · c4 pedone del bianco · d4 pedone del nero · e4 pedone del bianco · f4 pedone del bianco · b3 pedone del bianco · d3 donna del bianco · g3 pedone del bianco · h3 alfiere del bianco · d2 cavallo del bianco · e2 torre del bianco · h2 pedone del bianco · f1 torre del bianco · g1 re del bianco | d8 donna del nero · e8 torre del nero · f8 torre del nero · g8 re del nero · f7 pedone del nero · h7 pedone del nero · a6 alfiere del nero · b6 pedone del nero · d6 pedone del nero · g6 pedone del nero · h6 alfiere del nero · a5 pedone del nero · d5 pedone del bianco · e5 pedone del nero · a4 pedone del bianco · c4 pedone del bianco · d4 pedone del nero · e4 pedone del bianco · f4 pedone del bianco · b3 pedone del bianco · d3 donna del bianco · g3 pedone del bianco · h3 alfiere del bianco · d2 cavallo del bianco · e2 torre del bianco · h2 pedone del bianco · f1 torre del bianco · g1 re del bianco | d8 donna del nero · e8 torre del nero · f8 torre del nero · g8 re del nero · f7 pedone del nero · h7 pedone del nero · a6 alfiere del nero · b6 pedone del nero · d6 pedone del nero · g6 pedone del nero · h6 alfiere del nero · a5 pedone del nero · d5 pedone del bianco · e5 pedone del nero · a4 pedone del bianco · c4 pedone del bianco · d4 pedone del nero · e4 pedone del bianco · f4 pedone del bianco · b3 pedone del bianco · d3 donna del bianco · g3 pedone del bianco · h3 alfiere del bianco · d2 cavallo del bianco · e2 torre del bianco · h2 pedone del bianco · f1 torre del bianco · g1 re del bianco | 8 |
| 7 | d8 donna del nero · e8 torre del nero · f8 torre del nero · g8 re del nero · f7 pedone del nero · h7 pedone del nero · a6 alfiere del nero · b6 pedone del nero · d6 pedone del nero · g6 pedone del nero · h6 alfiere del nero · a5 pedone del nero · d5 pedone del bianco · e5 pedone del nero · a4 pedone del bianco · c4 pedone del bianco · d4 pedone del nero · e4 pedone del bianco · f4 pedone del bianco · b3 pedone del bianco · d3 donna del bianco · g3 pedone del bianco · h3 alfiere del bianco · d2 cavallo del bianco · e2 torre del bianco · h2 pedone del bianco · f1 torre del bianco · g1 re del bianco | d8 donna del nero · e8 torre del nero · f8 torre del nero · g8 re del nero · f7 pedone del nero · h7 pedone del nero · a6 alfiere del nero · b6 pedone del nero · d6 pedone del nero · g6 pedone del nero · h6 alfiere del nero · a5 pedone del nero · d5 pedone del bianco · e5 pedone del nero · a4 pedone del bianco · c4 pedone del bianco · d4 pedone del nero · e4 pedone del bianco · f4 pedone del bianco · b3 pedone del bianco · d3 donna del bianco · g3 pedone del bianco · h3 alfiere del bianco · d2 cavallo del bianco · e2 torre del bianco · h2 pedone del bianco · f1 torre del bianco · g1 re del bianco | d8 donna del nero · e8 torre del nero · f8 torre del nero · g8 re del nero · f7 pedone del nero · h7 pedone del nero · a6 alfiere del nero · b6 pedone del nero · d6 pedone del nero · g6 pedone del nero · h6 alfiere del nero · a5 pedone del nero · d5 pedone del bianco · e5 pedone del nero · a4 pedone del bianco · c4 pedone del bianco · d4 pedone del nero · e4 pedone del bianco · f4 pedone del bianco · b3 pedone del bianco · d3 donna del bianco · g3 pedone del bianco · h3 alfiere del bianco · d2 cavallo del bianco · e2 torre del bianco · h2 pedone del bianco · f1 torre del bianco · g1 re del bianco | d8 donna del nero · e8 torre del nero · f8 torre del nero · g8 re del nero · f7 pedone del nero · h7 pedone del nero · a6 alfiere del nero · b6 pedone del nero · d6 pedone del nero · g6 pedone del nero · h6 alfiere del nero · a5 pedone del nero · d5 pedone del bianco · e5 pedone del nero · a4 pedone del bianco · c4 pedone del bianco · d4 pedone del nero · e4 pedone del bianco · f4 pedone del bianco · b3 pedone del bianco · d3 donna del bianco · g3 pedone del bianco · h3 alfiere del bianco · d2 cavallo del bianco · e2 torre del bianco · h2 pedone del bianco · f1 torre del bianco · g1 re del bianco | d8 donna del nero · e8 torre del nero · f8 torre del nero · g8 re del nero · f7 pedone del nero · h7 pedone del nero · a6 alfiere del nero · b6 pedone del nero · d6 pedone del nero · g6 pedone del nero · h6 alfiere del nero · a5 pedone del nero · d5 pedone del bianco · e5 pedone del nero · a4 pedone del bianco · c4 pedone del bianco · d4 pedone del nero · e4 pedone del bianco · f4 pedone del bianco · b3 pedone del bianco · d3 donna del bianco · g3 pedone del bianco · h3 alfiere del bianco · d2 cavallo del bianco · e2 torre del bianco · h2 pedone del bianco · f1 torre del bianco · g1 re del bianco | d8 donna del nero · e8 torre del nero · f8 torre del nero · g8 re del nero · f7 pedone del nero · h7 pedone del nero · a6 alfiere del nero · b6 pedone del nero · d6 pedone del nero · g6 pedone del nero · h6 alfiere del nero · a5 pedone del nero · d5 pedone del bianco · e5 pedone del nero · a4 pedone del bianco · c4 pedone del bianco · d4 pedone del nero · e4 pedone del bianco · f4 pedone del bianco · b3 pedone del bianco · d3 donna del bianco · g3 pedone del bianco · h3 alfiere del bianco · d2 cavallo del bianco · e2 torre del bianco · h2 pedone del bianco · f1 torre del bianco · g1 re del bianco | d8 donna del nero · e8 torre del nero · f8 torre del nero · g8 re del nero · f7 pedone del nero · h7 pedone del nero · a6 alfiere del nero · b6 pedone del nero · d6 pedone del nero · g6 pedone del nero · h6 alfiere del nero · a5 pedone del nero · d5 pedone del bianco · e5 pedone del nero · a4 pedone del bianco · c4 pedone del bianco · d4 pedone del nero · e4 pedone del bianco · f4 pedone del bianco · b3 pedone del bianco · d3 donna del bianco · g3 pedone del bianco · h3 alfiere del bianco · d2 cavallo del bianco · e2 torre del bianco · h2 pedone del bianco · f1 torre del bianco · g1 re del bianco | d8 donna del nero · e8 torre del nero · f8 torre del nero · g8 re del nero · f7 pedone del nero · h7 pedone del nero · a6 alfiere del nero · b6 pedone del nero · d6 pedone del nero · g6 pedone del nero · h6 alfiere del nero · a5 pedone del nero · d5 pedone del bianco · e5 pedone del nero · a4 pedone del bianco · c4 pedone del bianco · d4 pedone del nero · e4 pedone del bianco · f4 pedone del bianco · b3 pedone del bianco · d3 donna del bianco · g3 pedone del bianco · h3 alfiere del bianco · d2 cavallo del bianco · e2 torre del bianco · h2 pedone del bianco · f1 torre del bianco · g1 re del bianco | 7 |
| 6 | d8 donna del nero · e8 torre del nero · f8 torre del nero · g8 re del nero · f7 pedone del nero · h7 pedone del nero · a6 alfiere del nero · b6 pedone del nero · d6 pedone del nero · g6 pedone del nero · h6 alfiere del nero · a5 pedone del nero · d5 pedone del bianco · e5 pedone del nero · a4 pedone del bianco · c4 pedone del bianco · d4 pedone del nero · e4 pedone del bianco · f4 pedone del bianco · b3 pedone del bianco · d3 donna del bianco · g3 pedone del bianco · h3 alfiere del bianco · d2 cavallo del bianco · e2 torre del bianco · h2 pedone del bianco · f1 torre del bianco · g1 re del bianco | d8 donna del nero · e8 torre del nero · f8 torre del nero · g8 re del nero · f7 pedone del nero · h7 pedone del nero · a6 alfiere del nero · b6 pedone del nero · d6 pedone del nero · g6 pedone del nero · h6 alfiere del nero · a5 pedone del nero · d5 pedone del bianco · e5 pedone del nero · a4 pedone del bianco · c4 pedone del bianco · d4 pedone del nero · e4 pedone del bianco · f4 pedone del bianco · b3 pedone del bianco · d3 donna del bianco · g3 pedone del bianco · h3 alfiere del bianco · d2 cavallo del bianco · e2 torre del bianco · h2 pedone del bianco · f1 torre del bianco · g1 re del bianco | d8 donna del nero · e8 torre del nero · f8 torre del nero · g8 re del nero · f7 pedone del nero · h7 pedone del nero · a6 alfiere del nero · b6 pedone del nero · d6 pedone del nero · g6 pedone del nero · h6 alfiere del nero · a5 pedone del nero · d5 pedone del bianco · e5 pedone del nero · a4 pedone del bianco · c4 pedone del bianco · d4 pedone del nero · e4 pedone del bianco · f4 pedone del bianco · b3 pedone del bianco · d3 donna del bianco · g3 pedone del bianco · h3 alfiere del bianco · d2 cavallo del bianco · e2 torre del bianco · h2 pedone del bianco · f1 torre del bianco · g1 re del bianco | d8 donna del nero · e8 torre del nero · f8 torre del nero · g8 re del nero · f7 pedone del nero · h7 pedone del nero · a6 alfiere del nero · b6 pedone del nero · d6 pedone del nero · g6 pedone del nero · h6 alfiere del nero · a5 pedone del nero · d5 pedone del bianco · e5 pedone del nero · a4 pedone del bianco · c4 pedone del bianco · d4 pedone del nero · e4 pedone del bianco · f4 pedone del bianco · b3 pedone del bianco · d3 donna del bianco · g3 pedone del bianco · h3 alfiere del bianco · d2 cavallo del bianco · e2 torre del bianco · h2 pedone del bianco · f1 torre del bianco · g1 re del bianco | d8 donna del nero · e8 torre del nero · f8 torre del nero · g8 re del nero · f7 pedone del nero · h7 pedone del nero · a6 alfiere del nero · b6 pedone del nero · d6 pedone del nero · g6 pedone del nero · h6 alfiere del nero · a5 pedone del nero · d5 pedone del bianco · e5 pedone del nero · a4 pedone del bianco · c4 pedone del bianco · d4 pedone del nero · e4 pedone del bianco · f4 pedone del bianco · b3 pedone del bianco · d3 donna del bianco · g3 pedone del bianco · h3 alfiere del bianco · d2 cavallo del bianco · e2 torre del bianco · h2 pedone del bianco · f1 torre del bianco · g1 re del bianco | d8 donna del nero · e8 torre del nero · f8 torre del nero · g8 re del nero · f7 pedone del nero · h7 pedone del nero · a6 alfiere del nero · b6 pedone del nero · d6 pedone del nero · g6 pedone del nero · h6 alfiere del nero · a5 pedone del nero · d5 pedone del bianco · e5 pedone del nero · a4 pedone del bianco · c4 pedone del bianco · d4 pedone del nero · e4 pedone del bianco · f4 pedone del bianco · b3 pedone del bianco · d3 donna del bianco · g3 pedone del bianco · h3 alfiere del bianco · d2 cavallo del bianco · e2 torre del bianco · h2 pedone del bianco · f1 torre del bianco · g1 re del bianco | d8 donna del nero · e8 torre del nero · f8 torre del nero · g8 re del nero · f7 pedone del nero · h7 pedone del nero · a6 alfiere del nero · b6 pedone del nero · d6 pedone del nero · g6 pedone del nero · h6 alfiere del nero · a5 pedone del nero · d5 pedone del bianco · e5 pedone del nero · a4 pedone del bianco · c4 pedone del bianco · d4 pedone del nero · e4 pedone del bianco · f4 pedone del bianco · b3 pedone del bianco · d3 donna del bianco · g3 pedone del bianco · h3 alfiere del bianco · d2 cavallo del bianco · e2 torre del bianco · h2 pedone del bianco · f1 torre del bianco · g1 re del bianco | d8 donna del nero · e8 torre del nero · f8 torre del nero · g8 re del nero · f7 pedone del nero · h7 pedone del nero · a6 alfiere del nero · b6 pedone del nero · d6 pedone del nero · g6 pedone del nero · h6 alfiere del nero · a5 pedone del nero · d5 pedone del bianco · e5 pedone del nero · a4 pedone del bianco · c4 pedone del bianco · d4 pedone del nero · e4 pedone del bianco · f4 pedone del bianco · b3 pedone del bianco · d3 donna del bianco · g3 pedone del bianco · h3 alfiere del bianco · d2 cavallo del bianco · e2 torre del bianco · h2 pedone del bianco · f1 torre del bianco · g1 re del bianco | 6 |
| 5 | d8 donna del nero · e8 torre del nero · f8 torre del nero · g8 re del nero · f7 pedone del nero · h7 pedone del nero · a6 alfiere del nero · b6 pedone del nero · d6 pedone del nero · g6 pedone del nero · h6 alfiere del nero · a5 pedone del nero · d5 pedone del bianco · e5 pedone del nero · a4 pedone del bianco · c4 pedone del bianco · d4 pedone del nero · e4 pedone del bianco · f4 pedone del bianco · b3 pedone del bianco · d3 donna del bianco · g3 pedone del bianco · h3 alfiere del bianco · d2 cavallo del bianco · e2 torre del bianco · h2 pedone del bianco · f1 torre del bianco · g1 re del bianco | d8 donna del nero · e8 torre del nero · f8 torre del nero · g8 re del nero · f7 pedone del nero · h7 pedone del nero · a6 alfiere del nero · b6 pedone del nero · d6 pedone del nero · g6 pedone del nero · h6 alfiere del nero · a5 pedone del nero · d5 pedone del bianco · e5 pedone del nero · a4 pedone del bianco · c4 pedone del bianco · d4 pedone del nero · e4 pedone del bianco · f4 pedone del bianco · b3 pedone del bianco · d3 donna del bianco · g3 pedone del bianco · h3 alfiere del bianco · d2 cavallo del bianco · e2 torre del bianco · h2 pedone del bianco · f1 torre del bianco · g1 re del bianco | d8 donna del nero · e8 torre del nero · f8 torre del nero · g8 re del nero · f7 pedone del nero · h7 pedone del nero · a6 alfiere del nero · b6 pedone del nero · d6 pedone del nero · g6 pedone del nero · h6 alfiere del nero · a5 pedone del nero · d5 pedone del bianco · e5 pedone del nero · a4 pedone del bianco · c4 pedone del bianco · d4 pedone del nero · e4 pedone del bianco · f4 pedone del bianco · b3 pedone del bianco · d3 donna del bianco · g3 pedone del bianco · h3 alfiere del bianco · d2 cavallo del bianco · e2 torre del bianco · h2 pedone del bianco · f1 torre del bianco · g1 re del bianco | d8 donna del nero · e8 torre del nero · f8 torre del nero · g8 re del nero · f7 pedone del nero · h7 pedone del nero · a6 alfiere del nero · b6 pedone del nero · d6 pedone del nero · g6 pedone del nero · h6 alfiere del nero · a5 pedone del nero · d5 pedone del bianco · e5 pedone del nero · a4 pedone del bianco · c4 pedone del bianco · d4 pedone del nero · e4 pedone del bianco · f4 pedone del bianco · b3 pedone del bianco · d3 donna del bianco · g3 pedone del bianco · h3 alfiere del bianco · d2 cavallo del bianco · e2 torre del bianco · h2 pedone del bianco · f1 torre del bianco · g1 re del bianco | d8 donna del nero · e8 torre del nero · f8 torre del nero · g8 re del nero · f7 pedone del nero · h7 pedone del nero · a6 alfiere del nero · b6 pedone del nero · d6 pedone del nero · g6 pedone del nero · h6 alfiere del nero · a5 pedone del nero · d5 pedone del bianco · e5 pedone del nero · a4 pedone del bianco · c4 pedone del bianco · d4 pedone del nero · e4 pedone del bianco · f4 pedone del bianco · b3 pedone del bianco · d3 donna del bianco · g3 pedone del bianco · h3 alfiere del bianco · d2 cavallo del bianco · e2 torre del bianco · h2 pedone del bianco · f1 torre del bianco · g1 re del bianco | d8 donna del nero · e8 torre del nero · f8 torre del nero · g8 re del nero · f7 pedone del nero · h7 pedone del nero · a6 alfiere del nero · b6 pedone del nero · d6 pedone del nero · g6 pedone del nero · h6 alfiere del nero · a5 pedone del nero · d5 pedone del bianco · e5 pedone del nero · a4 pedone del bianco · c4 pedone del bianco · d4 pedone del nero · e4 pedone del bianco · f4 pedone del bianco · b3 pedone del bianco · d3 donna del bianco · g3 pedone del bianco · h3 alfiere del bianco · d2 cavallo del bianco · e2 torre del bianco · h2 pedone del bianco · f1 torre del bianco · g1 re del bianco | d8 donna del nero · e8 torre del nero · f8 torre del nero · g8 re del nero · f7 pedone del nero · h7 pedone del nero · a6 alfiere del nero · b6 pedone del nero · d6 pedone del nero · g6 pedone del nero · h6 alfiere del nero · a5 pedone del nero · d5 pedone del bianco · e5 pedone del nero · a4 pedone del bianco · c4 pedone del bianco · d4 pedone del nero · e4 pedone del bianco · f4 pedone del bianco · b3 pedone del bianco · d3 donna del bianco · g3 pedone del bianco · h3 alfiere del bianco · d2 cavallo del bianco · e2 torre del bianco · h2 pedone del bianco · f1 torre del bianco · g1 re del bianco | d8 donna del nero · e8 torre del nero · f8 torre del nero · g8 re del nero · f7 pedone del nero · h7 pedone del nero · a6 alfiere del nero · b6 pedone del nero · d6 pedone del nero · g6 pedone del nero · h6 alfiere del nero · a5 pedone del nero · d5 pedone del bianco · e5 pedone del nero · a4 pedone del bianco · c4 pedone del bianco · d4 pedone del nero · e4 pedone del bianco · f4 pedone del bianco · b3 pedone del bianco · d3 donna del bianco · g3 pedone del bianco · h3 alfiere del bianco · d2 cavallo del bianco · e2 torre del bianco · h2 pedone del bianco · f1 torre del bianco · g1 re del bianco | 5 |
| 4 | d8 donna del nero · e8 torre del nero · f8 torre del nero · g8 re del nero · f7 pedone del nero · h7 pedone del nero · a6 alfiere del nero · b6 pedone del nero · d6 pedone del nero · g6 pedone del nero · h6 alfiere del nero · a5 pedone del nero · d5 pedone del bianco · e5 pedone del nero · a4 pedone del bianco · c4 pedone del bianco · d4 pedone del nero · e4 pedone del bianco · f4 pedone del bianco · b3 pedone del bianco · d3 donna del bianco · g3 pedone del bianco · h3 alfiere del bianco · d2 cavallo del bianco · e2 torre del bianco · h2 pedone del bianco · f1 torre del bianco · g1 re del bianco | d8 donna del nero · e8 torre del nero · f8 torre del nero · g8 re del nero · f7 pedone del nero · h7 pedone del nero · a6 alfiere del nero · b6 pedone del nero · d6 pedone del nero · g6 pedone del nero · h6 alfiere del nero · a5 pedone del nero · d5 pedone del bianco · e5 pedone del nero · a4 pedone del bianco · c4 pedone del bianco · d4 pedone del nero · e4 pedone del bianco · f4 pedone del bianco · b3 pedone del bianco · d3 donna del bianco · g3 pedone del bianco · h3 alfiere del bianco · d2 cavallo del bianco · e2 torre del bianco · h2 pedone del bianco · f1 torre del bianco · g1 re del bianco | d8 donna del nero · e8 torre del nero · f8 torre del nero · g8 re del nero · f7 pedone del nero · h7 pedone del nero · a6 alfiere del nero · b6 pedone del nero · d6 pedone del nero · g6 pedone del nero · h6 alfiere del nero · a5 pedone del nero · d5 pedone del bianco · e5 pedone del nero · a4 pedone del bianco · c4 pedone del bianco · d4 pedone del nero · e4 pedone del bianco · f4 pedone del bianco · b3 pedone del bianco · d3 donna del bianco · g3 pedone del bianco · h3 alfiere del bianco · d2 cavallo del bianco · e2 torre del bianco · h2 pedone del bianco · f1 torre del bianco · g1 re del bianco | d8 donna del nero · e8 torre del nero · f8 torre del nero · g8 re del nero · f7 pedone del nero · h7 pedone del nero · a6 alfiere del nero · b6 pedone del nero · d6 pedone del nero · g6 pedone del nero · h6 alfiere del nero · a5 pedone del nero · d5 pedone del bianco · e5 pedone del nero · a4 pedone del bianco · c4 pedone del bianco · d4 pedone del nero · e4 pedone del bianco · f4 pedone del bianco · b3 pedone del bianco · d3 donna del bianco · g3 pedone del bianco · h3 alfiere del bianco · d2 cavallo del bianco · e2 torre del bianco · h2 pedone del bianco · f1 torre del bianco · g1 re del bianco | d8 donna del nero · e8 torre del nero · f8 torre del nero · g8 re del nero · f7 pedone del nero · h7 pedone del nero · a6 alfiere del nero · b6 pedone del nero · d6 pedone del nero · g6 pedone del nero · h6 alfiere del nero · a5 pedone del nero · d5 pedone del bianco · e5 pedone del nero · a4 pedone del bianco · c4 pedone del bianco · d4 pedone del nero · e4 pedone del bianco · f4 pedone del bianco · b3 pedone del bianco · d3 donna del bianco · g3 pedone del bianco · h3 alfiere del bianco · d2 cavallo del bianco · e2 torre del bianco · h2 pedone del bianco · f1 torre del bianco · g1 re del bianco | d8 donna del nero · e8 torre del nero · f8 torre del nero · g8 re del nero · f7 pedone del nero · h7 pedone del nero · a6 alfiere del nero · b6 pedone del nero · d6 pedone del nero · g6 pedone del nero · h6 alfiere del nero · a5 pedone del nero · d5 pedone del bianco · e5 pedone del nero · a4 pedone del bianco · c4 pedone del bianco · d4 pedone del nero · e4 pedone del bianco · f4 pedone del bianco · b3 pedone del bianco · d3 donna del bianco · g3 pedone del bianco · h3 alfiere del bianco · d2 cavallo del bianco · e2 torre del bianco · h2 pedone del bianco · f1 torre del bianco · g1 re del bianco | d8 donna del nero · e8 torre del nero · f8 torre del nero · g8 re del nero · f7 pedone del nero · h7 pedone del nero · a6 alfiere del nero · b6 pedone del nero · d6 pedone del nero · g6 pedone del nero · h6 alfiere del nero · a5 pedone del nero · d5 pedone del bianco · e5 pedone del nero · a4 pedone del bianco · c4 pedone del bianco · d4 pedone del nero · e4 pedone del bianco · f4 pedone del bianco · b3 pedone del bianco · d3 donna del bianco · g3 pedone del bianco · h3 alfiere del bianco · d2 cavallo del bianco · e2 torre del bianco · h2 pedone del bianco · f1 torre del bianco · g1 re del bianco | d8 donna del nero · e8 torre del nero · f8 torre del nero · g8 re del nero · f7 pedone del nero · h7 pedone del nero · a6 alfiere del nero · b6 pedone del nero · d6 pedone del nero · g6 pedone del nero · h6 alfiere del nero · a5 pedone del nero · d5 pedone del bianco · e5 pedone del nero · a4 pedone del bianco · c4 pedone del bianco · d4 pedone del nero · e4 pedone del bianco · f4 pedone del bianco · b3 pedone del bianco · d3 donna del bianco · g3 pedone del bianco · h3 alfiere del bianco · d2 cavallo del bianco · e2 torre del bianco · h2 pedone del bianco · f1 torre del bianco · g1 re del bianco | 4 |
| 3 | d8 donna del nero · e8 torre del nero · f8 torre del nero · g8 re del nero · f7 pedone del nero · h7 pedone del nero · a6 alfiere del nero · b6 pedone del nero · d6 pedone del nero · g6 pedone del nero · h6 alfiere del nero · a5 pedone del nero · d5 pedone del bianco · e5 pedone del nero · a4 pedone del bianco · c4 pedone del bianco · d4 pedone del nero · e4 pedone del bianco · f4 pedone del bianco · b3 pedone del bianco · d3 donna del bianco · g3 pedone del bianco · h3 alfiere del bianco · d2 cavallo del bianco · e2 torre del bianco · h2 pedone del bianco · f1 torre del bianco · g1 re del bianco | d8 donna del nero · e8 torre del nero · f8 torre del nero · g8 re del nero · f7 pedone del nero · h7 pedone del nero · a6 alfiere del nero · b6 pedone del nero · d6 pedone del nero · g6 pedone del nero · h6 alfiere del nero · a5 pedone del nero · d5 pedone del bianco · e5 pedone del nero · a4 pedone del bianco · c4 pedone del bianco · d4 pedone del nero · e4 pedone del bianco · f4 pedone del bianco · b3 pedone del bianco · d3 donna del bianco · g3 pedone del bianco · h3 alfiere del bianco · d2 cavallo del bianco · e2 torre del bianco · h2 pedone del bianco · f1 torre del bianco · g1 re del bianco | d8 donna del nero · e8 torre del nero · f8 torre del nero · g8 re del nero · f7 pedone del nero · h7 pedone del nero · a6 alfiere del nero · b6 pedone del nero · d6 pedone del nero · g6 pedone del nero · h6 alfiere del nero · a5 pedone del nero · d5 pedone del bianco · e5 pedone del nero · a4 pedone del bianco · c4 pedone del bianco · d4 pedone del nero · e4 pedone del bianco · f4 pedone del bianco · b3 pedone del bianco · d3 donna del bianco · g3 pedone del bianco · h3 alfiere del bianco · d2 cavallo del bianco · e2 torre del bianco · h2 pedone del bianco · f1 torre del bianco · g1 re del bianco | d8 donna del nero · e8 torre del nero · f8 torre del nero · g8 re del nero · f7 pedone del nero · h7 pedone del nero · a6 alfiere del nero · b6 pedone del nero · d6 pedone del nero · g6 pedone del nero · h6 alfiere del nero · a5 pedone del nero · d5 pedone del bianco · e5 pedone del nero · a4 pedone del bianco · c4 pedone del bianco · d4 pedone del nero · e4 pedone del bianco · f4 pedone del bianco · b3 pedone del bianco · d3 donna del bianco · g3 pedone del bianco · h3 alfiere del bianco · d2 cavallo del bianco · e2 torre del bianco · h2 pedone del bianco · f1 torre del bianco · g1 re del bianco | d8 donna del nero · e8 torre del nero · f8 torre del nero · g8 re del nero · f7 pedone del nero · h7 pedone del nero · a6 alfiere del nero · b6 pedone del nero · d6 pedone del nero · g6 pedone del nero · h6 alfiere del nero · a5 pedone del nero · d5 pedone del bianco · e5 pedone del nero · a4 pedone del bianco · c4 pedone del bianco · d4 pedone del nero · e4 pedone del bianco · f4 pedone del bianco · b3 pedone del bianco · d3 donna del bianco · g3 pedone del bianco · h3 alfiere del bianco · d2 cavallo del bianco · e2 torre del bianco · h2 pedone del bianco · f1 torre del bianco · g1 re del bianco | d8 donna del nero · e8 torre del nero · f8 torre del nero · g8 re del nero · f7 pedone del nero · h7 pedone del nero · a6 alfiere del nero · b6 pedone del nero · d6 pedone del nero · g6 pedone del nero · h6 alfiere del nero · a5 pedone del nero · d5 pedone del bianco · e5 pedone del nero · a4 pedone del bianco · c4 pedone del bianco · d4 pedone del nero · e4 pedone del bianco · f4 pedone del bianco · b3 pedone del bianco · d3 donna del bianco · g3 pedone del bianco · h3 alfiere del bianco · d2 cavallo del bianco · e2 torre del bianco · h2 pedone del bianco · f1 torre del bianco · g1 re del bianco | d8 donna del nero · e8 torre del nero · f8 torre del nero · g8 re del nero · f7 pedone del nero · h7 pedone del nero · a6 alfiere del nero · b6 pedone del nero · d6 pedone del nero · g6 pedone del nero · h6 alfiere del nero · a5 pedone del nero · d5 pedone del bianco · e5 pedone del nero · a4 pedone del bianco · c4 pedone del bianco · d4 pedone del nero · e4 pedone del bianco · f4 pedone del bianco · b3 pedone del bianco · d3 donna del bianco · g3 pedone del bianco · h3 alfiere del bianco · d2 cavallo del bianco · e2 torre del bianco · h2 pedone del bianco · f1 torre del bianco · g1 re del bianco | d8 donna del nero · e8 torre del nero · f8 torre del nero · g8 re del nero · f7 pedone del nero · h7 pedone del nero · a6 alfiere del nero · b6 pedone del nero · d6 pedone del nero · g6 pedone del nero · h6 alfiere del nero · a5 pedone del nero · d5 pedone del bianco · e5 pedone del nero · a4 pedone del bianco · c4 pedone del bianco · d4 pedone del nero · e4 pedone del bianco · f4 pedone del bianco · b3 pedone del bianco · d3 donna del bianco · g3 pedone del bianco · h3 alfiere del bianco · d2 cavallo del bianco · e2 torre del bianco · h2 pedone del bianco · f1 torre del bianco · g1 re del bianco | 3 |
| 2 | d8 donna del nero · e8 torre del nero · f8 torre del nero · g8 re del nero · f7 pedone del nero · h7 pedone del nero · a6 alfiere del nero · b6 pedone del nero · d6 pedone del nero · g6 pedone del nero · h6 alfiere del nero · a5 pedone del nero · d5 pedone del bianco · e5 pedone del nero · a4 pedone del bianco · c4 pedone del bianco · d4 pedone del nero · e4 pedone del bianco · f4 pedone del bianco · b3 pedone del bianco · d3 donna del bianco · g3 pedone del bianco · h3 alfiere del bianco · d2 cavallo del bianco · e2 torre del bianco · h2 pedone del bianco · f1 torre del bianco · g1 re del bianco | d8 donna del nero · e8 torre del nero · f8 torre del nero · g8 re del nero · f7 pedone del nero · h7 pedone del nero · a6 alfiere del nero · b6 pedone del nero · d6 pedone del nero · g6 pedone del nero · h6 alfiere del nero · a5 pedone del nero · d5 pedone del bianco · e5 pedone del nero · a4 pedone del bianco · c4 pedone del bianco · d4 pedone del nero · e4 pedone del bianco · f4 pedone del bianco · b3 pedone del bianco · d3 donna del bianco · g3 pedone del bianco · h3 alfiere del bianco · d2 cavallo del bianco · e2 torre del bianco · h2 pedone del bianco · f1 torre del bianco · g1 re del bianco | d8 donna del nero · e8 torre del nero · f8 torre del nero · g8 re del nero · f7 pedone del nero · h7 pedone del nero · a6 alfiere del nero · b6 pedone del nero · d6 pedone del nero · g6 pedone del nero · h6 alfiere del nero · a5 pedone del nero · d5 pedone del bianco · e5 pedone del nero · a4 pedone del bianco · c4 pedone del bianco · d4 pedone del nero · e4 pedone del bianco · f4 pedone del bianco · b3 pedone del bianco · d3 donna del bianco · g3 pedone del bianco · h3 alfiere del bianco · d2 cavallo del bianco · e2 torre del bianco · h2 pedone del bianco · f1 torre del bianco · g1 re del bianco | d8 donna del nero · e8 torre del nero · f8 torre del nero · g8 re del nero · f7 pedone del nero · h7 pedone del nero · a6 alfiere del nero · b6 pedone del nero · d6 pedone del nero · g6 pedone del nero · h6 alfiere del nero · a5 pedone del nero · d5 pedone del bianco · e5 pedone del nero · a4 pedone del bianco · c4 pedone del bianco · d4 pedone del nero · e4 pedone del bianco · f4 pedone del bianco · b3 pedone del bianco · d3 donna del bianco · g3 pedone del bianco · h3 alfiere del bianco · d2 cavallo del bianco · e2 torre del bianco · h2 pedone del bianco · f1 torre del bianco · g1 re del bianco | d8 donna del nero · e8 torre del nero · f8 torre del nero · g8 re del nero · f7 pedone del nero · h7 pedone del nero · a6 alfiere del nero · b6 pedone del nero · d6 pedone del nero · g6 pedone del nero · h6 alfiere del nero · a5 pedone del nero · d5 pedone del bianco · e5 pedone del nero · a4 pedone del bianco · c4 pedone del bianco · d4 pedone del nero · e4 pedone del bianco · f4 pedone del bianco · b3 pedone del bianco · d3 donna del bianco · g3 pedone del bianco · h3 alfiere del bianco · d2 cavallo del bianco · e2 torre del bianco · h2 pedone del bianco · f1 torre del bianco · g1 re del bianco | d8 donna del nero · e8 torre del nero · f8 torre del nero · g8 re del nero · f7 pedone del nero · h7 pedone del nero · a6 alfiere del nero · b6 pedone del nero · d6 pedone del nero · g6 pedone del nero · h6 alfiere del nero · a5 pedone del nero · d5 pedone del bianco · e5 pedone del nero · a4 pedone del bianco · c4 pedone del bianco · d4 pedone del nero · e4 pedone del bianco · f4 pedone del bianco · b3 pedone del bianco · d3 donna del bianco · g3 pedone del bianco · h3 alfiere del bianco · d2 cavallo del bianco · e2 torre del bianco · h2 pedone del bianco · f1 torre del bianco · g1 re del bianco | d8 donna del nero · e8 torre del nero · f8 torre del nero · g8 re del nero · f7 pedone del nero · h7 pedone del nero · a6 alfiere del nero · b6 pedone del nero · d6 pedone del nero · g6 pedone del nero · h6 alfiere del nero · a5 pedone del nero · d5 pedone del bianco · e5 pedone del nero · a4 pedone del bianco · c4 pedone del bianco · d4 pedone del nero · e4 pedone del bianco · f4 pedone del bianco · b3 pedone del bianco · d3 donna del bianco · g3 pedone del bianco · h3 alfiere del bianco · d2 cavallo del bianco · e2 torre del bianco · h2 pedone del bianco · f1 torre del bianco · g1 re del bianco | d8 donna del nero · e8 torre del nero · f8 torre del nero · g8 re del nero · f7 pedone del nero · h7 pedone del nero · a6 alfiere del nero · b6 pedone del nero · d6 pedone del nero · g6 pedone del nero · h6 alfiere del nero · a5 pedone del nero · d5 pedone del bianco · e5 pedone del nero · a4 pedone del bianco · c4 pedone del bianco · d4 pedone del nero · e4 pedone del bianco · f4 pedone del bianco · b3 pedone del bianco · d3 donna del bianco · g3 pedone del bianco · h3 alfiere del bianco · d2 cavallo del bianco · e2 torre del bianco · h2 pedone del bianco · f1 torre del bianco · g1 re del bianco | 2 |
| 1 | d8 donna del nero · e8 torre del nero · f8 torre del nero · g8 re del nero · f7 pedone del nero · h7 pedone del nero · a6 alfiere del nero · b6 pedone del nero · d6 pedone del nero · g6 pedone del nero · h6 alfiere del nero · a5 pedone del nero · d5 pedone del bianco · e5 pedone del nero · a4 pedone del bianco · c4 pedone del bianco · d4 pedone del nero · e4 pedone del bianco · f4 pedone del bianco · b3 pedone del bianco · d3 donna del bianco · g3 pedone del bianco · h3 alfiere del bianco · d2 cavallo del bianco · e2 torre del bianco · h2 pedone del bianco · f1 torre del bianco · g1 re del bianco | d8 donna del nero · e8 torre del nero · f8 torre del nero · g8 re del nero · f7 pedone del nero · h7 pedone del nero · a6 alfiere del nero · b6 pedone del nero · d6 pedone del nero · g6 pedone del nero · h6 alfiere del nero · a5 pedone del nero · d5 pedone del bianco · e5 pedone del nero · a4 pedone del bianco · c4 pedone del bianco · d4 pedone del nero · e4 pedone del bianco · f4 pedone del bianco · b3 pedone del bianco · d3 donna del bianco · g3 pedone del bianco · h3 alfiere del bianco · d2 cavallo del bianco · e2 torre del bianco · h2 pedone del bianco · f1 torre del bianco · g1 re del bianco | d8 donna del nero · e8 torre del nero · f8 torre del nero · g8 re del nero · f7 pedone del nero · h7 pedone del nero · a6 alfiere del nero · b6 pedone del nero · d6 pedone del nero · g6 pedone del nero · h6 alfiere del nero · a5 pedone del nero · d5 pedone del bianco · e5 pedone del nero · a4 pedone del bianco · c4 pedone del bianco · d4 pedone del nero · e4 pedone del bianco · f4 pedone del bianco · b3 pedone del bianco · d3 donna del bianco · g3 pedone del bianco · h3 alfiere del bianco · d2 cavallo del bianco · e2 torre del bianco · h2 pedone del bianco · f1 torre del bianco · g1 re del bianco | d8 donna del nero · e8 torre del nero · f8 torre del nero · g8 re del nero · f7 pedone del nero · h7 pedone del nero · a6 alfiere del nero · b6 pedone del nero · d6 pedone del nero · g6 pedone del nero · h6 alfiere del nero · a5 pedone del nero · d5 pedone del bianco · e5 pedone del nero · a4 pedone del bianco · c4 pedone del bianco · d4 pedone del nero · e4 pedone del bianco · f4 pedone del bianco · b3 pedone del bianco · d3 donna del bianco · g3 pedone del bianco · h3 alfiere del bianco · d2 cavallo del bianco · e2 torre del bianco · h2 pedone del bianco · f1 torre del bianco · g1 re del bianco | d8 donna del nero · e8 torre del nero · f8 torre del nero · g8 re del nero · f7 pedone del nero · h7 pedone del nero · a6 alfiere del nero · b6 pedone del nero · d6 pedone del nero · g6 pedone del nero · h6 alfiere del nero · a5 pedone del nero · d5 pedone del bianco · e5 pedone del nero · a4 pedone del bianco · c4 pedone del bianco · d4 pedone del nero · e4 pedone del bianco · f4 pedone del bianco · b3 pedone del bianco · d3 donna del bianco · g3 pedone del bianco · h3 alfiere del bianco · d2 cavallo del bianco · e2 torre del bianco · h2 pedone del bianco · f1 torre del bianco · g1 re del bianco | d8 donna del nero · e8 torre del nero · f8 torre del nero · g8 re del nero · f7 pedone del nero · h7 pedone del nero · a6 alfiere del nero · b6 pedone del nero · d6 pedone del nero · g6 pedone del nero · h6 alfiere del nero · a5 pedone del nero · d5 pedone del bianco · e5 pedone del nero · a4 pedone del bianco · c4 pedone del bianco · d4 pedone del nero · e4 pedone del bianco · f4 pedone del bianco · b3 pedone del bianco · d3 donna del bianco · g3 pedone del bianco · h3 alfiere del bianco · d2 cavallo del bianco · e2 torre del bianco · h2 pedone del bianco · f1 torre del bianco · g1 re del bianco | d8 donna del nero · e8 torre del nero · f8 torre del nero · g8 re del nero · f7 pedone del nero · h7 pedone del nero · a6 alfiere del nero · b6 pedone del nero · d6 pedone del nero · g6 pedone del nero · h6 alfiere del nero · a5 pedone del nero · d5 pedone del bianco · e5 pedone del nero · a4 pedone del bianco · c4 pedone del bianco · d4 pedone del nero · e4 pedone del bianco · f4 pedone del bianco · b3 pedone del bianco · d3 donna del bianco · g3 pedone del bianco · h3 alfiere del bianco · d2 cavallo del bianco · e2 torre del bianco · h2 pedone del bianco · f1 torre del bianco · g1 re del bianco | d8 donna del nero · e8 torre del nero · f8 torre del nero · g8 re del nero · f7 pedone del nero · h7 pedone del nero · a6 alfiere del nero · b6 pedone del nero · d6 pedone del nero · g6 pedone del nero · h6 alfiere del nero · a5 pedone del nero · d5 pedone del bianco · e5 pedone del nero · a4 pedone del bianco · c4 pedone del bianco · d4 pedone del nero · e4 pedone del bianco · f4 pedone del bianco · b3 pedone del bianco · d3 donna del bianco · g3 pedone del bianco · h3 alfiere del bianco · d2 cavallo del bianco · e2 torre del bianco · h2 pedone del bianco · f1 torre del bianco · g1 re del bianco | 1 |
|   | a | b | c | d | e | f | g | h |   |

ECO E19: difesa ovest-indiana
1.d4 Cf6 2.c4 e6 3.Cf3 b6 4.g3 Ab7 5.Ag2 Ae7 6.O-O O-O 7.Cc3 Ce4 8.Dc2 Cxc3 9.Dxc3 c5 10.Td1 d6 11.b3 Af6 12.Ab2 De7 13.Dc2 Cc6 14.e4 e5 15.d5 Cd4 16.Axd4 cxd4 17.Ah3 g6 18.a4 a5 19.Tab1 Aa6 20.Te1 Rh8 21. Rg2 Ag7 22.Dd3 Tae8 23.Cd2 Ah6 24.f4 Dc7 25.Tf1 Rg8 26.Tbe1 Dd8 27.Rg1 Ab7 28.Te2 Aa6 ½–½

### Partita 8, 19-10-2002: Kramnik - Deep Fritz ½–½
|   | a | b | c | d | e | f | g | h |   |
| 8 | d8 donna del nero · e8 cavallo del nero · f8 torre del nero · g8 re del nero · a7 pedone del nero · b7 pedone del nero · f7 pedone del nero · g7 pedone del nero · h7 pedone del nero · c6 pedone del nero · g6 alfiere del nero · d4 pedone del bianco · a3 pedone del bianco · f3 cavallo del bianco · h3 pedone del bianco · a2 alfiere del bianco · b2 pedone del bianco · d2 donna del bianco · f2 pedone del bianco · g2 pedone del bianco · e1 torre del bianco · g1 re del bianco | d8 donna del nero · e8 cavallo del nero · f8 torre del nero · g8 re del nero · a7 pedone del nero · b7 pedone del nero · f7 pedone del nero · g7 pedone del nero · h7 pedone del nero · c6 pedone del nero · g6 alfiere del nero · d4 pedone del bianco · a3 pedone del bianco · f3 cavallo del bianco · h3 pedone del bianco · a2 alfiere del bianco · b2 pedone del bianco · d2 donna del bianco · f2 pedone del bianco · g2 pedone del bianco · e1 torre del bianco · g1 re del bianco | d8 donna del nero · e8 cavallo del nero · f8 torre del nero · g8 re del nero · a7 pedone del nero · b7 pedone del nero · f7 pedone del nero · g7 pedone del nero · h7 pedone del nero · c6 pedone del nero · g6 alfiere del nero · d4 pedone del bianco · a3 pedone del bianco · f3 cavallo del bianco · h3 pedone del bianco · a2 alfiere del bianco · b2 pedone del bianco · d2 donna del bianco · f2 pedone del bianco · g2 pedone del bianco · e1 torre del bianco · g1 re del bianco | d8 donna del nero · e8 cavallo del nero · f8 torre del nero · g8 re del nero · a7 pedone del nero · b7 pedone del nero · f7 pedone del nero · g7 pedone del nero · h7 pedone del nero · c6 pedone del nero · g6 alfiere del nero · d4 pedone del bianco · a3 pedone del bianco · f3 cavallo del bianco · h3 pedone del bianco · a2 alfiere del bianco · b2 pedone del bianco · d2 donna del bianco · f2 pedone del bianco · g2 pedone del bianco · e1 torre del bianco · g1 re del bianco | d8 donna del nero · e8 cavallo del nero · f8 torre del nero · g8 re del nero · a7 pedone del nero · b7 pedone del nero · f7 pedone del nero · g7 pedone del nero · h7 pedone del nero · c6 pedone del nero · g6 alfiere del nero · d4 pedone del bianco · a3 pedone del bianco · f3 cavallo del bianco · h3 pedone del bianco · a2 alfiere del bianco · b2 pedone del bianco · d2 donna del bianco · f2 pedone del bianco · g2 pedone del bianco · e1 torre del bianco · g1 re del bianco | d8 donna del nero · e8 cavallo del nero · f8 torre del nero · g8 re del nero · a7 pedone del nero · b7 pedone del nero · f7 pedone del nero · g7 pedone del nero · h7 pedone del nero · c6 pedone del nero · g6 alfiere del nero · d4 pedone del bianco · a3 pedone del bianco · f3 cavallo del bianco · h3 pedone del bianco · a2 alfiere del bianco · b2 pedone del bianco · d2 donna del bianco · f2 pedone del bianco · g2 pedone del bianco · e1 torre del bianco · g1 re del bianco | d8 donna del nero · e8 cavallo del nero · f8 torre del nero · g8 re del nero · a7 pedone del nero · b7 pedone del nero · f7 pedone del nero · g7 pedone del nero · h7 pedone del nero · c6 pedone del nero · g6 alfiere del nero · d4 pedone del bianco · a3 pedone del bianco · f3 cavallo del bianco · h3 pedone del bianco · a2 alfiere del bianco · b2 pedone del bianco · d2 donna del bianco · f2 pedone del bianco · g2 pedone del bianco · e1 torre del bianco · g1 re del bianco | d8 donna del nero · e8 cavallo del nero · f8 torre del nero · g8 re del nero · a7 pedone del nero · b7 pedone del nero · f7 pedone del nero · g7 pedone del nero · h7 pedone del nero · c6 pedone del nero · g6 alfiere del nero · d4 pedone del bianco · a3 pedone del bianco · f3 cavallo del bianco · h3 pedone del bianco · a2 alfiere del bianco · b2 pedone del bianco · d2 donna del bianco · f2 pedone del bianco · g2 pedone del bianco · e1 torre del bianco · g1 re del bianco | 8 |
| 7 | d8 donna del nero · e8 cavallo del nero · f8 torre del nero · g8 re del nero · a7 pedone del nero · b7 pedone del nero · f7 pedone del nero · g7 pedone del nero · h7 pedone del nero · c6 pedone del nero · g6 alfiere del nero · d4 pedone del bianco · a3 pedone del bianco · f3 cavallo del bianco · h3 pedone del bianco · a2 alfiere del bianco · b2 pedone del bianco · d2 donna del bianco · f2 pedone del bianco · g2 pedone del bianco · e1 torre del bianco · g1 re del bianco | d8 donna del nero · e8 cavallo del nero · f8 torre del nero · g8 re del nero · a7 pedone del nero · b7 pedone del nero · f7 pedone del nero · g7 pedone del nero · h7 pedone del nero · c6 pedone del nero · g6 alfiere del nero · d4 pedone del bianco · a3 pedone del bianco · f3 cavallo del bianco · h3 pedone del bianco · a2 alfiere del bianco · b2 pedone del bianco · d2 donna del bianco · f2 pedone del bianco · g2 pedone del bianco · e1 torre del bianco · g1 re del bianco | d8 donna del nero · e8 cavallo del nero · f8 torre del nero · g8 re del nero · a7 pedone del nero · b7 pedone del nero · f7 pedone del nero · g7 pedone del nero · h7 pedone del nero · c6 pedone del nero · g6 alfiere del nero · d4 pedone del bianco · a3 pedone del bianco · f3 cavallo del bianco · h3 pedone del bianco · a2 alfiere del bianco · b2 pedone del bianco · d2 donna del bianco · f2 pedone del bianco · g2 pedone del bianco · e1 torre del bianco · g1 re del bianco | d8 donna del nero · e8 cavallo del nero · f8 torre del nero · g8 re del nero · a7 pedone del nero · b7 pedone del nero · f7 pedone del nero · g7 pedone del nero · h7 pedone del nero · c6 pedone del nero · g6 alfiere del nero · d4 pedone del bianco · a3 pedone del bianco · f3 cavallo del bianco · h3 pedone del bianco · a2 alfiere del bianco · b2 pedone del bianco · d2 donna del bianco · f2 pedone del bianco · g2 pedone del bianco · e1 torre del bianco · g1 re del bianco | d8 donna del nero · e8 cavallo del nero · f8 torre del nero · g8 re del nero · a7 pedone del nero · b7 pedone del nero · f7 pedone del nero · g7 pedone del nero · h7 pedone del nero · c6 pedone del nero · g6 alfiere del nero · d4 pedone del bianco · a3 pedone del bianco · f3 cavallo del bianco · h3 pedone del bianco · a2 alfiere del bianco · b2 pedone del bianco · d2 donna del bianco · f2 pedone del bianco · g2 pedone del bianco · e1 torre del bianco · g1 re del bianco | d8 donna del nero · e8 cavallo del nero · f8 torre del nero · g8 re del nero · a7 pedone del nero · b7 pedone del nero · f7 pedone del nero · g7 pedone del nero · h7 pedone del nero · c6 pedone del nero · g6 alfiere del nero · d4 pedone del bianco · a3 pedone del bianco · f3 cavallo del bianco · h3 pedone del bianco · a2 alfiere del bianco · b2 pedone del bianco · d2 donna del bianco · f2 pedone del bianco · g2 pedone del bianco · e1 torre del bianco · g1 re del bianco | d8 donna del nero · e8 cavallo del nero · f8 torre del nero · g8 re del nero · a7 pedone del nero · b7 pedone del nero · f7 pedone del nero · g7 pedone del nero · h7 pedone del nero · c6 pedone del nero · g6 alfiere del nero · d4 pedone del bianco · a3 pedone del bianco · f3 cavallo del bianco · h3 pedone del bianco · a2 alfiere del bianco · b2 pedone del bianco · d2 donna del bianco · f2 pedone del bianco · g2 pedone del bianco · e1 torre del bianco · g1 re del bianco | d8 donna del nero · e8 cavallo del nero · f8 torre del nero · g8 re del nero · a7 pedone del nero · b7 pedone del nero · f7 pedone del nero · g7 pedone del nero · h7 pedone del nero · c6 pedone del nero · g6 alfiere del nero · d4 pedone del bianco · a3 pedone del bianco · f3 cavallo del bianco · h3 pedone del bianco · a2 alfiere del bianco · b2 pedone del bianco · d2 donna del bianco · f2 pedone del bianco · g2 pedone del bianco · e1 torre del bianco · g1 re del bianco | 7 |
| 6 | d8 donna del nero · e8 cavallo del nero · f8 torre del nero · g8 re del nero · a7 pedone del nero · b7 pedone del nero · f7 pedone del nero · g7 pedone del nero · h7 pedone del nero · c6 pedone del nero · g6 alfiere del nero · d4 pedone del bianco · a3 pedone del bianco · f3 cavallo del bianco · h3 pedone del bianco · a2 alfiere del bianco · b2 pedone del bianco · d2 donna del bianco · f2 pedone del bianco · g2 pedone del bianco · e1 torre del bianco · g1 re del bianco | d8 donna del nero · e8 cavallo del nero · f8 torre del nero · g8 re del nero · a7 pedone del nero · b7 pedone del nero · f7 pedone del nero · g7 pedone del nero · h7 pedone del nero · c6 pedone del nero · g6 alfiere del nero · d4 pedone del bianco · a3 pedone del bianco · f3 cavallo del bianco · h3 pedone del bianco · a2 alfiere del bianco · b2 pedone del bianco · d2 donna del bianco · f2 pedone del bianco · g2 pedone del bianco · e1 torre del bianco · g1 re del bianco | d8 donna del nero · e8 cavallo del nero · f8 torre del nero · g8 re del nero · a7 pedone del nero · b7 pedone del nero · f7 pedone del nero · g7 pedone del nero · h7 pedone del nero · c6 pedone del nero · g6 alfiere del nero · d4 pedone del bianco · a3 pedone del bianco · f3 cavallo del bianco · h3 pedone del bianco · a2 alfiere del bianco · b2 pedone del bianco · d2 donna del bianco · f2 pedone del bianco · g2 pedone del bianco · e1 torre del bianco · g1 re del bianco | d8 donna del nero · e8 cavallo del nero · f8 torre del nero · g8 re del nero · a7 pedone del nero · b7 pedone del nero · f7 pedone del nero · g7 pedone del nero · h7 pedone del nero · c6 pedone del nero · g6 alfiere del nero · d4 pedone del bianco · a3 pedone del bianco · f3 cavallo del bianco · h3 pedone del bianco · a2 alfiere del bianco · b2 pedone del bianco · d2 donna del bianco · f2 pedone del bianco · g2 pedone del bianco · e1 torre del bianco · g1 re del bianco | d8 donna del nero · e8 cavallo del nero · f8 torre del nero · g8 re del nero · a7 pedone del nero · b7 pedone del nero · f7 pedone del nero · g7 pedone del nero · h7 pedone del nero · c6 pedone del nero · g6 alfiere del nero · d4 pedone del bianco · a3 pedone del bianco · f3 cavallo del bianco · h3 pedone del bianco · a2 alfiere del bianco · b2 pedone del bianco · d2 donna del bianco · f2 pedone del bianco · g2 pedone del bianco · e1 torre del bianco · g1 re del bianco | d8 donna del nero · e8 cavallo del nero · f8 torre del nero · g8 re del nero · a7 pedone del nero · b7 pedone del nero · f7 pedone del nero · g7 pedone del nero · h7 pedone del nero · c6 pedone del nero · g6 alfiere del nero · d4 pedone del bianco · a3 pedone del bianco · f3 cavallo del bianco · h3 pedone del bianco · a2 alfiere del bianco · b2 pedone del bianco · d2 donna del bianco · f2 pedone del bianco · g2 pedone del bianco · e1 torre del bianco · g1 re del bianco | d8 donna del nero · e8 cavallo del nero · f8 torre del nero · g8 re del nero · a7 pedone del nero · b7 pedone del nero · f7 pedone del nero · g7 pedone del nero · h7 pedone del nero · c6 pedone del nero · g6 alfiere del nero · d4 pedone del bianco · a3 pedone del bianco · f3 cavallo del bianco · h3 pedone del bianco · a2 alfiere del bianco · b2 pedone del bianco · d2 donna del bianco · f2 pedone del bianco · g2 pedone del bianco · e1 torre del bianco · g1 re del bianco | d8 donna del nero · e8 cavallo del nero · f8 torre del nero · g8 re del nero · a7 pedone del nero · b7 pedone del nero · f7 pedone del nero · g7 pedone del nero · h7 pedone del nero · c6 pedone del nero · g6 alfiere del nero · d4 pedone del bianco · a3 pedone del bianco · f3 cavallo del bianco · h3 pedone del bianco · a2 alfiere del bianco · b2 pedone del bianco · d2 donna del bianco · f2 pedone del bianco · g2 pedone del bianco · e1 torre del bianco · g1 re del bianco | 6 |
| 5 | d8 donna del nero · e8 cavallo del nero · f8 torre del nero · g8 re del nero · a7 pedone del nero · b7 pedone del nero · f7 pedone del nero · g7 pedone del nero · h7 pedone del nero · c6 pedone del nero · g6 alfiere del nero · d4 pedone del bianco · a3 pedone del bianco · f3 cavallo del bianco · h3 pedone del bianco · a2 alfiere del bianco · b2 pedone del bianco · d2 donna del bianco · f2 pedone del bianco · g2 pedone del bianco · e1 torre del bianco · g1 re del bianco | d8 donna del nero · e8 cavallo del nero · f8 torre del nero · g8 re del nero · a7 pedone del nero · b7 pedone del nero · f7 pedone del nero · g7 pedone del nero · h7 pedone del nero · c6 pedone del nero · g6 alfiere del nero · d4 pedone del bianco · a3 pedone del bianco · f3 cavallo del bianco · h3 pedone del bianco · a2 alfiere del bianco · b2 pedone del bianco · d2 donna del bianco · f2 pedone del bianco · g2 pedone del bianco · e1 torre del bianco · g1 re del bianco | d8 donna del nero · e8 cavallo del nero · f8 torre del nero · g8 re del nero · a7 pedone del nero · b7 pedone del nero · f7 pedone del nero · g7 pedone del nero · h7 pedone del nero · c6 pedone del nero · g6 alfiere del nero · d4 pedone del bianco · a3 pedone del bianco · f3 cavallo del bianco · h3 pedone del bianco · a2 alfiere del bianco · b2 pedone del bianco · d2 donna del bianco · f2 pedone del bianco · g2 pedone del bianco · e1 torre del bianco · g1 re del bianco | d8 donna del nero · e8 cavallo del nero · f8 torre del nero · g8 re del nero · a7 pedone del nero · b7 pedone del nero · f7 pedone del nero · g7 pedone del nero · h7 pedone del nero · c6 pedone del nero · g6 alfiere del nero · d4 pedone del bianco · a3 pedone del bianco · f3 cavallo del bianco · h3 pedone del bianco · a2 alfiere del bianco · b2 pedone del bianco · d2 donna del bianco · f2 pedone del bianco · g2 pedone del bianco · e1 torre del bianco · g1 re del bianco | d8 donna del nero · e8 cavallo del nero · f8 torre del nero · g8 re del nero · a7 pedone del nero · b7 pedone del nero · f7 pedone del nero · g7 pedone del nero · h7 pedone del nero · c6 pedone del nero · g6 alfiere del nero · d4 pedone del bianco · a3 pedone del bianco · f3 cavallo del bianco · h3 pedone del bianco · a2 alfiere del bianco · b2 pedone del bianco · d2 donna del bianco · f2 pedone del bianco · g2 pedone del bianco · e1 torre del bianco · g1 re del bianco | d8 donna del nero · e8 cavallo del nero · f8 torre del nero · g8 re del nero · a7 pedone del nero · b7 pedone del nero · f7 pedone del nero · g7 pedone del nero · h7 pedone del nero · c6 pedone del nero · g6 alfiere del nero · d4 pedone del bianco · a3 pedone del bianco · f3 cavallo del bianco · h3 pedone del bianco · a2 alfiere del bianco · b2 pedone del bianco · d2 donna del bianco · f2 pedone del bianco · g2 pedone del bianco · e1 torre del bianco · g1 re del bianco | d8 donna del nero · e8 cavallo del nero · f8 torre del nero · g8 re del nero · a7 pedone del nero · b7 pedone del nero · f7 pedone del nero · g7 pedone del nero · h7 pedone del nero · c6 pedone del nero · g6 alfiere del nero · d4 pedone del bianco · a3 pedone del bianco · f3 cavallo del bianco · h3 pedone del bianco · a2 alfiere del bianco · b2 pedone del bianco · d2 donna del bianco · f2 pedone del bianco · g2 pedone del bianco · e1 torre del bianco · g1 re del bianco | d8 donna del nero · e8 cavallo del nero · f8 torre del nero · g8 re del nero · a7 pedone del nero · b7 pedone del nero · f7 pedone del nero · g7 pedone del nero · h7 pedone del nero · c6 pedone del nero · g6 alfiere del nero · d4 pedone del bianco · a3 pedone del bianco · f3 cavallo del bianco · h3 pedone del bianco · a2 alfiere del bianco · b2 pedone del bianco · d2 donna del bianco · f2 pedone del bianco · g2 pedone del bianco · e1 torre del bianco · g1 re del bianco | 5 |
| 4 | d8 donna del nero · e8 cavallo del nero · f8 torre del nero · g8 re del nero · a7 pedone del nero · b7 pedone del nero · f7 pedone del nero · g7 pedone del nero · h7 pedone del nero · c6 pedone del nero · g6 alfiere del nero · d4 pedone del bianco · a3 pedone del bianco · f3 cavallo del bianco · h3 pedone del bianco · a2 alfiere del bianco · b2 pedone del bianco · d2 donna del bianco · f2 pedone del bianco · g2 pedone del bianco · e1 torre del bianco · g1 re del bianco | d8 donna del nero · e8 cavallo del nero · f8 torre del nero · g8 re del nero · a7 pedone del nero · b7 pedone del nero · f7 pedone del nero · g7 pedone del nero · h7 pedone del nero · c6 pedone del nero · g6 alfiere del nero · d4 pedone del bianco · a3 pedone del bianco · f3 cavallo del bianco · h3 pedone del bianco · a2 alfiere del bianco · b2 pedone del bianco · d2 donna del bianco · f2 pedone del bianco · g2 pedone del bianco · e1 torre del bianco · g1 re del bianco | d8 donna del nero · e8 cavallo del nero · f8 torre del nero · g8 re del nero · a7 pedone del nero · b7 pedone del nero · f7 pedone del nero · g7 pedone del nero · h7 pedone del nero · c6 pedone del nero · g6 alfiere del nero · d4 pedone del bianco · a3 pedone del bianco · f3 cavallo del bianco · h3 pedone del bianco · a2 alfiere del bianco · b2 pedone del bianco · d2 donna del bianco · f2 pedone del bianco · g2 pedone del bianco · e1 torre del bianco · g1 re del bianco | d8 donna del nero · e8 cavallo del nero · f8 torre del nero · g8 re del nero · a7 pedone del nero · b7 pedone del nero · f7 pedone del nero · g7 pedone del nero · h7 pedone del nero · c6 pedone del nero · g6 alfiere del nero · d4 pedone del bianco · a3 pedone del bianco · f3 cavallo del bianco · h3 pedone del bianco · a2 alfiere del bianco · b2 pedone del bianco · d2 donna del bianco · f2 pedone del bianco · g2 pedone del bianco · e1 torre del bianco · g1 re del bianco | d8 donna del nero · e8 cavallo del nero · f8 torre del nero · g8 re del nero · a7 pedone del nero · b7 pedone del nero · f7 pedone del nero · g7 pedone del nero · h7 pedone del nero · c6 pedone del nero · g6 alfiere del nero · d4 pedone del bianco · a3 pedone del bianco · f3 cavallo del bianco · h3 pedone del bianco · a2 alfiere del bianco · b2 pedone del bianco · d2 donna del bianco · f2 pedone del bianco · g2 pedone del bianco · e1 torre del bianco · g1 re del bianco | d8 donna del nero · e8 cavallo del nero · f8 torre del nero · g8 re del nero · a7 pedone del nero · b7 pedone del nero · f7 pedone del nero · g7 pedone del nero · h7 pedone del nero · c6 pedone del nero · g6 alfiere del nero · d4 pedone del bianco · a3 pedone del bianco · f3 cavallo del bianco · h3 pedone del bianco · a2 alfiere del bianco · b2 pedone del bianco · d2 donna del bianco · f2 pedone del bianco · g2 pedone del bianco · e1 torre del bianco · g1 re del bianco | d8 donna del nero · e8 cavallo del nero · f8 torre del nero · g8 re del nero · a7 pedone del nero · b7 pedone del nero · f7 pedone del nero · g7 pedone del nero · h7 pedone del nero · c6 pedone del nero · g6 alfiere del nero · d4 pedone del bianco · a3 pedone del bianco · f3 cavallo del bianco · h3 pedone del bianco · a2 alfiere del bianco · b2 pedone del bianco · d2 donna del bianco · f2 pedone del bianco · g2 pedone del bianco · e1 torre del bianco · g1 re del bianco | d8 donna del nero · e8 cavallo del nero · f8 torre del nero · g8 re del nero · a7 pedone del nero · b7 pedone del nero · f7 pedone del nero · g7 pedone del nero · h7 pedone del nero · c6 pedone del nero · g6 alfiere del nero · d4 pedone del bianco · a3 pedone del bianco · f3 cavallo del bianco · h3 pedone del bianco · a2 alfiere del bianco · b2 pedone del bianco · d2 donna del bianco · f2 pedone del bianco · g2 pedone del bianco · e1 torre del bianco · g1 re del bianco | 4 |
| 3 | d8 donna del nero · e8 cavallo del nero · f8 torre del nero · g8 re del nero · a7 pedone del nero · b7 pedone del nero · f7 pedone del nero · g7 pedone del nero · h7 pedone del nero · c6 pedone del nero · g6 alfiere del nero · d4 pedone del bianco · a3 pedone del bianco · f3 cavallo del bianco · h3 pedone del bianco · a2 alfiere del bianco · b2 pedone del bianco · d2 donna del bianco · f2 pedone del bianco · g2 pedone del bianco · e1 torre del bianco · g1 re del bianco | d8 donna del nero · e8 cavallo del nero · f8 torre del nero · g8 re del nero · a7 pedone del nero · b7 pedone del nero · f7 pedone del nero · g7 pedone del nero · h7 pedone del nero · c6 pedone del nero · g6 alfiere del nero · d4 pedone del bianco · a3 pedone del bianco · f3 cavallo del bianco · h3 pedone del bianco · a2 alfiere del bianco · b2 pedone del bianco · d2 donna del bianco · f2 pedone del bianco · g2 pedone del bianco · e1 torre del bianco · g1 re del bianco | d8 donna del nero · e8 cavallo del nero · f8 torre del nero · g8 re del nero · a7 pedone del nero · b7 pedone del nero · f7 pedone del nero · g7 pedone del nero · h7 pedone del nero · c6 pedone del nero · g6 alfiere del nero · d4 pedone del bianco · a3 pedone del bianco · f3 cavallo del bianco · h3 pedone del bianco · a2 alfiere del bianco · b2 pedone del bianco · d2 donna del bianco · f2 pedone del bianco · g2 pedone del bianco · e1 torre del bianco · g1 re del bianco | d8 donna del nero · e8 cavallo del nero · f8 torre del nero · g8 re del nero · a7 pedone del nero · b7 pedone del nero · f7 pedone del nero · g7 pedone del nero · h7 pedone del nero · c6 pedone del nero · g6 alfiere del nero · d4 pedone del bianco · a3 pedone del bianco · f3 cavallo del bianco · h3 pedone del bianco · a2 alfiere del bianco · b2 pedone del bianco · d2 donna del bianco · f2 pedone del bianco · g2 pedone del bianco · e1 torre del bianco · g1 re del bianco | d8 donna del nero · e8 cavallo del nero · f8 torre del nero · g8 re del nero · a7 pedone del nero · b7 pedone del nero · f7 pedone del nero · g7 pedone del nero · h7 pedone del nero · c6 pedone del nero · g6 alfiere del nero · d4 pedone del bianco · a3 pedone del bianco · f3 cavallo del bianco · h3 pedone del bianco · a2 alfiere del bianco · b2 pedone del bianco · d2 donna del bianco · f2 pedone del bianco · g2 pedone del bianco · e1 torre del bianco · g1 re del bianco | d8 donna del nero · e8 cavallo del nero · f8 torre del nero · g8 re del nero · a7 pedone del nero · b7 pedone del nero · f7 pedone del nero · g7 pedone del nero · h7 pedone del nero · c6 pedone del nero · g6 alfiere del nero · d4 pedone del bianco · a3 pedone del bianco · f3 cavallo del bianco · h3 pedone del bianco · a2 alfiere del bianco · b2 pedone del bianco · d2 donna del bianco · f2 pedone del bianco · g2 pedone del bianco · e1 torre del bianco · g1 re del bianco | d8 donna del nero · e8 cavallo del nero · f8 torre del nero · g8 re del nero · a7 pedone del nero · b7 pedone del nero · f7 pedone del nero · g7 pedone del nero · h7 pedone del nero · c6 pedone del nero · g6 alfiere del nero · d4 pedone del bianco · a3 pedone del bianco · f3 cavallo del bianco · h3 pedone del bianco · a2 alfiere del bianco · b2 pedone del bianco · d2 donna del bianco · f2 pedone del bianco · g2 pedone del bianco · e1 torre del bianco · g1 re del bianco | d8 donna del nero · e8 cavallo del nero · f8 torre del nero · g8 re del nero · a7 pedone del nero · b7 pedone del nero · f7 pedone del nero · g7 pedone del nero · h7 pedone del nero · c6 pedone del nero · g6 alfiere del nero · d4 pedone del bianco · a3 pedone del bianco · f3 cavallo del bianco · h3 pedone del bianco · a2 alfiere del bianco · b2 pedone del bianco · d2 donna del bianco · f2 pedone del bianco · g2 pedone del bianco · e1 torre del bianco · g1 re del bianco | 3 |
| 2 | d8 donna del nero · e8 cavallo del nero · f8 torre del nero · g8 re del nero · a7 pedone del nero · b7 pedone del nero · f7 pedone del nero · g7 pedone del nero · h7 pedone del nero · c6 pedone del nero · g6 alfiere del nero · d4 pedone del bianco · a3 pedone del bianco · f3 cavallo del bianco · h3 pedone del bianco · a2 alfiere del bianco · b2 pedone del bianco · d2 donna del bianco · f2 pedone del bianco · g2 pedone del bianco · e1 torre del bianco · g1 re del bianco | d8 donna del nero · e8 cavallo del nero · f8 torre del nero · g8 re del nero · a7 pedone del nero · b7 pedone del nero · f7 pedone del nero · g7 pedone del nero · h7 pedone del nero · c6 pedone del nero · g6 alfiere del nero · d4 pedone del bianco · a3 pedone del bianco · f3 cavallo del bianco · h3 pedone del bianco · a2 alfiere del bianco · b2 pedone del bianco · d2 donna del bianco · f2 pedone del bianco · g2 pedone del bianco · e1 torre del bianco · g1 re del bianco | d8 donna del nero · e8 cavallo del nero · f8 torre del nero · g8 re del nero · a7 pedone del nero · b7 pedone del nero · f7 pedone del nero · g7 pedone del nero · h7 pedone del nero · c6 pedone del nero · g6 alfiere del nero · d4 pedone del bianco · a3 pedone del bianco · f3 cavallo del bianco · h3 pedone del bianco · a2 alfiere del bianco · b2 pedone del bianco · d2 donna del bianco · f2 pedone del bianco · g2 pedone del bianco · e1 torre del bianco · g1 re del bianco | d8 donna del nero · e8 cavallo del nero · f8 torre del nero · g8 re del nero · a7 pedone del nero · b7 pedone del nero · f7 pedone del nero · g7 pedone del nero · h7 pedone del nero · c6 pedone del nero · g6 alfiere del nero · d4 pedone del bianco · a3 pedone del bianco · f3 cavallo del bianco · h3 pedone del bianco · a2 alfiere del bianco · b2 pedone del bianco · d2 donna del bianco · f2 pedone del bianco · g2 pedone del bianco · e1 torre del bianco · g1 re del bianco | d8 donna del nero · e8 cavallo del nero · f8 torre del nero · g8 re del nero · a7 pedone del nero · b7 pedone del nero · f7 pedone del nero · g7 pedone del nero · h7 pedone del nero · c6 pedone del nero · g6 alfiere del nero · d4 pedone del bianco · a3 pedone del bianco · f3 cavallo del bianco · h3 pedone del bianco · a2 alfiere del bianco · b2 pedone del bianco · d2 donna del bianco · f2 pedone del bianco · g2 pedone del bianco · e1 torre del bianco · g1 re del bianco | d8 donna del nero · e8 cavallo del nero · f8 torre del nero · g8 re del nero · a7 pedone del nero · b7 pedone del nero · f7 pedone del nero · g7 pedone del nero · h7 pedone del nero · c6 pedone del nero · g6 alfiere del nero · d4 pedone del bianco · a3 pedone del bianco · f3 cavallo del bianco · h3 pedone del bianco · a2 alfiere del bianco · b2 pedone del bianco · d2 donna del bianco · f2 pedone del bianco · g2 pedone del bianco · e1 torre del bianco · g1 re del bianco | d8 donna del nero · e8 cavallo del nero · f8 torre del nero · g8 re del nero · a7 pedone del nero · b7 pedone del nero · f7 pedone del nero · g7 pedone del nero · h7 pedone del nero · c6 pedone del nero · g6 alfiere del nero · d4 pedone del bianco · a3 pedone del bianco · f3 cavallo del bianco · h3 pedone del bianco · a2 alfiere del bianco · b2 pedone del bianco · d2 donna del bianco · f2 pedone del bianco · g2 pedone del bianco · e1 torre del bianco · g1 re del bianco | d8 donna del nero · e8 cavallo del nero · f8 torre del nero · g8 re del nero · a7 pedone del nero · b7 pedone del nero · f7 pedone del nero · g7 pedone del nero · h7 pedone del nero · c6 pedone del nero · g6 alfiere del nero · d4 pedone del bianco · a3 pedone del bianco · f3 cavallo del bianco · h3 pedone del bianco · a2 alfiere del bianco · b2 pedone del bianco · d2 donna del bianco · f2 pedone del bianco · g2 pedone del bianco · e1 torre del bianco · g1 re del bianco | 2 |
| 1 | d8 donna del nero · e8 cavallo del nero · f8 torre del nero · g8 re del nero · a7 pedone del nero · b7 pedone del nero · f7 pedone del nero · g7 pedone del nero · h7 pedone del nero · c6 pedone del nero · g6 alfiere del nero · d4 pedone del bianco · a3 pedone del bianco · f3 cavallo del bianco · h3 pedone del bianco · a2 alfiere del bianco · b2 pedone del bianco · d2 donna del bianco · f2 pedone del bianco · g2 pedone del bianco · e1 torre del bianco · g1 re del bianco | d8 donna del nero · e8 cavallo del nero · f8 torre del nero · g8 re del nero · a7 pedone del nero · b7 pedone del nero · f7 pedone del nero · g7 pedone del nero · h7 pedone del nero · c6 pedone del nero · g6 alfiere del nero · d4 pedone del bianco · a3 pedone del bianco · f3 cavallo del bianco · h3 pedone del bianco · a2 alfiere del bianco · b2 pedone del bianco · d2 donna del bianco · f2 pedone del bianco · g2 pedone del bianco · e1 torre del bianco · g1 re del bianco | d8 donna del nero · e8 cavallo del nero · f8 torre del nero · g8 re del nero · a7 pedone del nero · b7 pedone del nero · f7 pedone del nero · g7 pedone del nero · h7 pedone del nero · c6 pedone del nero · g6 alfiere del nero · d4 pedone del bianco · a3 pedone del bianco · f3 cavallo del bianco · h3 pedone del bianco · a2 alfiere del bianco · b2 pedone del bianco · d2 donna del bianco · f2 pedone del bianco · g2 pedone del bianco · e1 torre del bianco · g1 re del bianco | d8 donna del nero · e8 cavallo del nero · f8 torre del nero · g8 re del nero · a7 pedone del nero · b7 pedone del nero · f7 pedone del nero · g7 pedone del nero · h7 pedone del nero · c6 pedone del nero · g6 alfiere del nero · d4 pedone del bianco · a3 pedone del bianco · f3 cavallo del bianco · h3 pedone del bianco · a2 alfiere del bianco · b2 pedone del bianco · d2 donna del bianco · f2 pedone del bianco · g2 pedone del bianco · e1 torre del bianco · g1 re del bianco | d8 donna del nero · e8 cavallo del nero · f8 torre del nero · g8 re del nero · a7 pedone del nero · b7 pedone del nero · f7 pedone del nero · g7 pedone del nero · h7 pedone del nero · c6 pedone del nero · g6 alfiere del nero · d4 pedone del bianco · a3 pedone del bianco · f3 cavallo del bianco · h3 pedone del bianco · a2 alfiere del bianco · b2 pedone del bianco · d2 donna del bianco · f2 pedone del bianco · g2 pedone del bianco · e1 torre del bianco · g1 re del bianco | d8 donna del nero · e8 cavallo del nero · f8 torre del nero · g8 re del nero · a7 pedone del nero · b7 pedone del nero · f7 pedone del nero · g7 pedone del nero · h7 pedone del nero · c6 pedone del nero · g6 alfiere del nero · d4 pedone del bianco · a3 pedone del bianco · f3 cavallo del bianco · h3 pedone del bianco · a2 alfiere del bianco · b2 pedone del bianco · d2 donna del bianco · f2 pedone del bianco · g2 pedone del bianco · e1 torre del bianco · g1 re del bianco | d8 donna del nero · e8 cavallo del nero · f8 torre del nero · g8 re del nero · a7 pedone del nero · b7 pedone del nero · f7 pedone del nero · g7 pedone del nero · h7 pedone del nero · c6 pedone del nero · g6 alfiere del nero · d4 pedone del bianco · a3 pedone del bianco · f3 cavallo del bianco · h3 pedone del bianco · a2 alfiere del bianco · b2 pedone del bianco · d2 donna del bianco · f2 pedone del bianco · g2 pedone del bianco · e1 torre del bianco · g1 re del bianco | d8 donna del nero · e8 cavallo del nero · f8 torre del nero · g8 re del nero · a7 pedone del nero · b7 pedone del nero · f7 pedone del nero · g7 pedone del nero · h7 pedone del nero · c6 pedone del nero · g6 alfiere del nero · d4 pedone del bianco · a3 pedone del bianco · f3 cavallo del bianco · h3 pedone del bianco · a2 alfiere del bianco · b2 pedone del bianco · d2 donna del bianco · f2 pedone del bianco · g2 pedone del bianco · e1 torre del bianco · g1 re del bianco | 1 |
|   | a | b | c | d | e | f | g | h |   |

ECO D68: partita ortodossa
1.d4 Cf6 2.c4 e6 3.Cf3 d5 4.Cc3 c6 5.Ag5 Ae7 6.e3 O-O 7.Ad3 Cbd7 8.O-O dxc4 9.Axc4 Cd5 10.Axe7 Dxe7 11.Tc1 Cxc3 12.Txc3 e5 13.Ab3 exd4 14.exd4 Cf6 15.Te1 Dd6 16.h3 Af5 17.Tce3 Tae8 18.Te5 Ag6 19.a3 Dd8 20.Txe8 Cxe8 21.Dd2 ½–½